# Golpe de Estado en Mauritania en 2008
El golpe de Estado en Mauritania en 2008 tuvo lugar el 6 de agosto, cuando unidades del Batallón de Seguridad Presidencial (Bataillon de la sécurité présidentielle en francés, BASEP) y otras unidades de apoyo tomaron la residencia del presidente del país, Sidi Ould Cheikh Abdallahi y lo retuvieron para trasladarlo después a un cuartel detenido junto al primer ministro, Yahya Ould Ahmed Waghf y otras autoridades. Menos el presidente, todos fueron liberados el 11 de agosto, pero el primer ministro fue detenido de nuevo el día 21 tras una marcha multitudinaria contra los golpistas, cuando se dirigía a una nueva acción de protesta. La junta militar denominó días más tarde el golpe «movimiento de rectificación». Fue el undécimo golpe de Estado en el país desde su independencia en 1960.
Los golpistas ocuparon la radio y televisión, distintos edificios oficiales y el aeropuerto de la capital, Nuakchot, y comunicaron la creación de un Alto Consejo de Estado que asumió la Presidencia de la República, integrado por once militares, generales y coroneles, bajo la Presidencia del General al mando del BASEP, Mohamed Uld Abdelaziz. El Consejo prometió la celebración de elecciones presidenciales en breve plazo y manifestó que no se trataba de un golpe de Estado, sino de salvar al país en un momento de crisis.
No hubo resistencia militar al golpe. Desde el primer día se sucedieron manifestaciones de apoyo al depuesto Presidente, disueltas por la policía y el ejército, y de partidarios de la asonada. Entre las formaciones políticas, se opusieron el Pacto Nacional para la Democracia y el Desarrollo (PNDD-ADIL), la Alianza Popular Progresista (APP), el partido Tawassoul y la Unión de Fuerzas de Progreso, además de la mayoría de los sindicatos. En apoyo del golpe lo hicieron la Reagrupación de Fuerzas Democráticas (RFD) y el Partido Republicano para la Democracia y la Renovación, además de algunos disidentes del PNDD-ADIL. Siete días después del golpe, la junta militar nombró primer ministro de Mulay Uld Mohamed Laghdaf y el 31 de agosto formó un nuevo gobierno.
La comunidad internacional reaccionó oponiéndose al golpe y reclamando el restablecimiento inmediato de la legalidad constitucional y democrática, así como la liberación de los detenidos. Entre las organizaciones internacionales, tanto las Naciones Unidas, como la Unión Europea, la Liga Árabe y la Organización de la Conferencia Islámica fueron rotundos en su condena. El Consejo de Seguridad de Naciones Unidas, por unanimidad, condenó el golpe el 19 de agosto. La Unión Africana suspendió a Mauritania como miembro de la organización el 9 de agosto.
En África, Argelia, Egipto, Sudáfrica y Nigeria manifestaron de forma categórica su posición contraria, al tiempo que el presidente de Nigeria y el gobierno de Argelia indicaron que no reconocerían a las nuevas autoridades. Senegal manifestó su preocupación y los demás países vecinos se mantuvieron en silencio. Del resto del mundo, destacaron las condenas de Argentina, Chile, la Comisión Europea, Estados Unidos, Francia, España, Reino Unido y Rusia. Estados Unidos, Francia y el Banco Mundial suspendieron su ayuda no humanitaria a Mauritania. Estados Unidos, además, no reconoció al gobierno de la junta militar. Ningún país manifestó su apoyo a los sublevados al principio, aunque un mes más tarde lo hizo el presidente de Senegal y en enero de 2009, China.
La Unión Africana lanzó el 22 de septiembre un ultimátum a la junta militar para que en un plazo no superior al 6 de octubre, reintegrase en sus funciones al presidente Abdallahi y declaró nulos todos los acuerdos de la misma. Tras negarse la junta militar de forma reiterada al restablecimeinto del orden constitucional, la Unión Africana impuso sanciones a sus miembros negándoles visados y bloqueando sus cuentas bancarias en el exterior.

## Desarrollo del golpe el día 6 de agosto
A las 9:20, hora local, unidades del Batallón de Seguridad Presidencial (Bataillon de la sécurité présidentielle en francés, BASEP), encabezados por el jefe de la guardia presidencial, Mohamed Uld Abdelaziz, tomaron la residencia del presidente del país, Sidi Ould Cheikh Abdallahi, y lo retuvieron para trasladarlo después a un lugar desconocido mientras varios generales hacían lo mismo con el recién nombrado primer ministro, Yahya Ould Ahmed Waghf, reteniéndolo en un cuartel militar. También fue detenido el ministro del Interior, Mohamed Ould Rzeizim, el director general de la Agencia Nacional de Apoyo e Integración de los Refugiados, Mussa Fall y un antiguo ministro, Ahmed Uld Sidi Baba. Según relató el portavoz del presidente y confirmó la hija de Abdelaziz a Radio France Internationale, los militares

Entraron en el palacio presidencial, llevaron al presidente y al primer ministro a un cuartel del Estado mayor, cortaron todas las comunicaciones y no permitieron a los funcionarios del palacio presidencial llegar a sus oficinas.

La televisión y radio de Mauritania dejaron de emitir tras ser ocupadas por unidades militares, se clausuró la sede del partido que apoyaba al presidente, Pacto Nacional para la Democracia y el Desarrollo, y se cerró el aeropuerto de la capital.

## Antecedentes

### Destitución de la cúpula militar
El Presidente, Sidi Mohamed Uld Cheij Abdallahi, había destituido a primeras horas del día al jefe de Estado Mayor del Ejército, general Mohamed Ould al-Ghazwani, y al jefe de la Guardia Presidencial, general Mohamed Uld Abdelaziz, nombrando como nuevo responsable del ejército al coronel Abderahman Uld Bakr y Jefe de la Guardia al también coronel Mohamed Ahmed Ould Ismail, además de efectuar distintos cambios en el resto de los mandos del ejército y la gendarmería. El líder del golpe declaró más tarde que la destitución de los mandos militares había sido el detonante de la acción, indicando que «tocar al Ejército hoy en día ... pone al país en una situación muy peligrosa», y que había hablado con el presidente por teléfono en la mañana del golpe para que anulara los cambios: «Llamé por teléfono personalmente [al presidente] para explicarle la gravedad de su decreto y sugerirle que lo aplazara para evitar lo peor».
Días antes del golpe de Estado, según relató al diario marroquí Le Soir Échos el hijo de Abdallahi, la tensión entre los militares golpistas y el presidente fue en aumento:

Durante la semana anterior al golpe, los generales visitaban mucho el palacio presidencial. Y todos los mauritanos saben que había diferencias entre los generales, que querían más cancha en la vida política, y mi padre, que quería evitarlo.

El primer ministro depuesto, Yahya Ould Ahmed Waghf, aseguró a un canal de televisión de Abu Dhabi el 20 de agosto que los mandos militares habían previsto un golpe de Estado para el día 9, razón por la cual el presidente Abdallahi, al conocer las intenciones, depuso a la cúpula militar en la mañana del día 6. Tras estas declaraciones, Ahmed Waghf fue detenido por segunda vez cuando su vehículo fue interceptado por miembros de la gendarmería.

### Crisis política

Resultados de la segunda vuelta de las elecciones presidenciales de 2008 por regiones.
>70% Abdellahi
60-70% Abdellahi
50-60% Abdellahi
>60% Daddah
50-60% Daddah

Desde mayo de 2008, cuando el presidente aceptó la renuncia del primer ministro Zeine Ould Zeidane, por el encarecimiento de los precios, los escasos réditos de la producción petrolífera y las acciones de Al Qaeda del Magreb Islámico en el país (desde diciembre de 2007 hasta febrero de 2008, se cometieron tres atentados por islamistas vinculados a la red Al Qaeda con un resultado de siete muertos, entre ellos cuatro turistas franceses), la situación política fue inestable. El nombramiento como nuevo primer ministro de Yahya Ould Ahmed El Waghef, hombre próximo al presidente, no terminó de resolver la situación. Tras presentarse el 30 de junio una moción de censura contra el primer ministro, este dimitió y formó nuevo gobierno el 3 de julio, sin la presencia de la Unión de Fuerzas para el Progreso (UFP) y de los islamistas de la Agrupación Nacional para la Democracia y el Desarrollo Tawassoul, lo que tensó más la situación con una mayoría inestable en la Asamblea Nacional. El día anterior al golpe de Estado, 48 miembros del Parlamento -25 de la Asamblea Nacional y 23 del Senado- habían dimitido.

### Crisis económica

#### Evolución histórica
La primera gran crisis alimentaria en el país databa de 1973, cuando se perdió el 90 por 100 del ganado y un tercio de la cosecha. Desde entonces la crisis había sido cíclica. En 2002 se creó el Programa Especial de Intervención, y los problemas habían oscilado según las condiciones internas del país como la migración (lo que suponía reducción de habitantes e incremento de divisas) y la sequía. En 2005 volvió a recrudecerse la situación, calculándose entonces en 10 millones de dólares las ayudas necesarias para paliar el hambre.

#### Situación en 2007-2008
Mauritania importaba el 70 por 100 de los alimentos, para lo que precisaba la ayuda internacional, especialmente de las Naciones Unidas a través del Programa Mundial de Alimentos. En marzo las Naciones Unidas advirtieron que la crisis económica por el alza del precio de los alimentos había provocado graves problemas en el país. En 2007 los aumentos de precios habían provocado disturbios esporádicos en la capital. En su informe de perspectivas hasta finales de 2008, la Oficina de Coordinación de Asuntos Humanitarios de Naciones Unidas señaló que se esperaba un aumento de la producción agrícola en el país en el segundo semestre con respecto a 2007, en especial de los cultivos de secano, y una mejora, aunque frágil, de las condiciones de pastoreo en la zona fronteriza con Mali y Senegal, concluyendo que la seguridad alimentaria de los trabajadores seguía condicionada a los programas de emergencia y que muchos productos del país se derivaban a los mercados de Senegal por ser los precios de venta más ventajosos, lo que provocaba desabastecimiento.
Poco antes del golpe de Estado, el Gobierno había incrementado los fondos del Programa Especial de Intervención para paliar los problemas de suministro de alimentos y el alza de precios, al que el Banco Mundial aportó nueve millones de dólares. En la visita al país del Presidente del Banco Mundial en enero de ese año, Robert B. Zoellick firmó dos convenios de cooperación y declaró:

En los últimos dos años, Mauritania ha dado los pasos necesarios para sentar las bases de la lucha contra la pobreza y fomentar el crecimiento económico. Las reformas del gobierno y el proceso de elecciones democráticas que comenzaron en 2007 son prometedoras. El Grupo del Banco Mundial felicita al gobierno por sus esfuerzos y está dispuesto a continuar respaldando a Mauritania en su transición política y económica.

## Alto Consejo de Estado
En un comunicado leído en la televisión Al-Arabiya, los jefes militares sublevados comunicaron la creación de un Alto Consejo de Estado presidido por el Jefe de la Guardia Presidencial, general Mohamed Uld Abdelaziz e integrado por los Jefes de los Estados Mayores, a saber: el jefe del Estado Mayor del Ejército, general Mohamed Ould al-Ghazwani; el jefe del Estado Mayor de la Guardia Nacional, general Félix Negri; y el jefe del Estado Mayor de la Gendarmería, Ahmed Ould Bekrin. Los integrantes del Consejo fueron, en su momento, miembros integrantes del Consejo Militar para la Justicia y la Democracia, junta militar que se constituyó después del golpe de Estado de 2005 que derrocó al entonces Presidente Maaouya Ould Sid Ahmed Taya.

### Justificación del golpe de Estado
La justificación oficial del golpe de Estado se produjo el día 11 de agosto, cuando se dictó el decreto de reforma constitucional. En él se manifestaba por el Alto Consejo de Estado:

La intervención de las fuerzas armadas y de seguridad fue motivada por el bloqueo de las instituciones de la república, el deterioro de las condiciones de vida de la población, el fracaso del estado y el cese de forma injusta e ilícita, de todos los jefes de los organismos de las fuerzas armadas y de seguridad.

Sin embargo, para el Frente Nacional de Defensa de la Democracia el origen del golpe había que buscarlo en el papel de los militares en la sociedad: «después de la transición, que debería haber significado la retirada de la vida política [de los militares], las injerencias del ejército han continuado en estrecha coordinación con los parlamentarios ansiosos por restaurar la antigua práctica del tráfico de influencias y el intercambio de favores».
La Reagrupación de Fuerzas Democráticas justificó un mes después el golpe y el fin de la experiencia democrática asegurando que los militares golpistas de 2005 habían hecho elegir a Abadallahi, un hombre que vivía en el extranjero y no conocía la realidad mauritana. También lo hizo el ministro de Justicia del nuevo gobierno de la junta militar, Amadou Tidjane Bah, al señalar que la destitución de la cúpula militar se hizo sin consultar previamente al ministro del Interior y al de Defensa, lo que a su juicio era ilegal.

### Resoluciones hasta la constitución del gabinete

#### Composición y funciones
El 7 de agosto, el Consejo emitió un comunicado indicando que el ejercicio de la Presidencia de la República sería competencia del Alto Consejo en su conjunto como órgano colegiado y dictaría las disposiciones necesarias para reformar las normas constitucionales, nombrando un primer ministro en breve plazo. Además, los líderes golpistas hicieron pública la composición del Consejo, de 11 miembros, tres generales y ocho coroneles encabezados por Mohamed Uld Abdelaziz como presidente. El 31 de agosto se nombró al Secretario general del Consejo, Mohamed Lemine Ould Guig.

#### Decretos de constitución del Consejo, ceses, anulaciones y nombramientos
En el primer comunicado emitido el día del golpe, la junta militar informó que se había anulado el último decreto del presidente en el que se efectuaba el relevo de los mandos militares. Ese mismo día fueron destituidos los directores de la televisión y radio mauritanas. Posteriormente lo fue el detenido, Moussa Fall, como director de la Agencia Nacional de Apoyo e Integración de los Refugiados, sustituido el 14 de agosto por el ministro de Artesanía y Turismo, Bâ Madine.
.
El día 7 de agosto, el Alto Consejo de Estado emitió un nuevo comunicado en el que informaba que el mencionado Consejo estaría integrado por once miembros de alto rango del ejército, presididos por Mohamed Uld Abdelaziz, y que se convocarían elecciones presidenciales «lo antes posible ... libres y transparentes» sin precisar más. En un tercer comunicado, el Consejo en conjunto comunicó que había asumido la Presidencia de la República como órgano colegiado, y que formaría gobierno aunque para ello se dictaría de manera provisional «un decreto constitucional que administrará los poderes provisionales del Consejo de Estado, modificando cuando sea necesario la Constitución». El día anterior, Abdelaziz se había entrevistado con el presidente de la Asamblea Nacional de Mauritania, Messaoud Ould Boulkheir, líder de la Alianza Popular Progresista, a fin de evaluar la posibilidad de convocar elecciones en dos meses y los precisos cambios constitucionales, pero Boulkheir, en una rueda de prensa convocada en la Asamblea Nacional el 10 de agosto, rechazó «el golpe de Estado y de toda elección que se produzca bajo el régimen del Alto Consejo de Estado», al tiempo que afirmó que permanecería al frente de la Asamblea y no reconocería la autoridad de los sublevados.
El 28 de agosto, el presidente del Alto Consejo de Estado nombró al coronel Adama Omar Dia jefe de Estado Mayor particular del Presidente del Alto Consejo.

##### Censura y control de los medios de comunicación
El 11 de agosto fue destituido el director de la Agencia Mauritana de Información (AMI), por haber difundido el decreto de cese de los militares en la mañana del día del golpe de Estado. Lo sustituyó El Mudir Uld Buna, antiguo ministro del régimen de Uld Taya. El 22 de agosto el Alto Consejo destituyó al director de la Alta Autoridad de Prensa y Medios Audiovisuales, Ould Mohamed Lemine, próximo al depuesto presidente, por Mohammad Haibetna Ould Sidi Haiba, periodista y antiguo ministro de Comunicación en la etapa de Uld Taya. Con estos cambios, los directores de emisoras estatales de radio, la televisión estatal y la Agencia Mauritana de Noticias (AMI) habían sido sustituidos por personas favorables al Consejo de Estado. No obstante, el líder golpista pidió el 2 de septiembre que los medios públicos respetasen el pluralismo político. En Mauritania no existía televisión o radio alguna de titularidad privada.
Los medios de comunicación privados y la oposición política acusaron a la junta militar de estar censurando las actividades contrarias al golpe. El fiscal general adjunto, Mohamed Ould Oumarou, envió una nota a los medios de comunicación en la que les exigía una copia de las informaciones que iban a publicar bajo amenaza de multa, usando una antigua previsión legal de la época del gobierno de Uld Taya. El director de TVM2, la segunda televisión pública mauritana, afirmó: «Esta estación de televisión se ha convertido en un portavoz de los partidarios del nuevo régimen ... hay una total censura».

#### Decreto constitucional
El 11 de agosto, el Alto Consejo de Estado emitió un decreto de reforma de la Constitución de 1991 destinado a establecer las estructuras de gobierno del país e iniciar los mecanismos electorales. En el preámbulo, el decreto destacaba que el Alto Consejo de Estado

... acoge con satisfacción el efusivo apoyo que los partidos políticos, actores de la sociedad civil, las organizaciones socioprofesionales y el pueblo han expresado con su adhesión al movimiento para salvaguardar las instituciones democráticas que llevaron a efecto las fuerzas armadas y de seguridad.

El decreto estableció que el Alto Consejo ejercería las funciones de la Presidencia de Mauritania, al tiempo que ponía fin al mandato del presidente depuesto. Se estableció que sus miembros fueran elegidos por el mismo Consejo y que al presidente del Alto Consejo correspondía elegir al primer ministro y los ministros. El Alto Consejo mantenía los órganos de la república, si bien se reservaba el derecho a convocar al Parlamento. El decreto fue avalado por la Asociación Mauritana de Derecho Constitucional: «la experiencia democrática de nuestro país puede producir y crear soluciones compatibles con los criterios socioeconómicos, culturales y nivel de desarrollo de nuestra sociedad, teniendo en cuenta el importante papel del ejército republicano en la sostenibilidad de las instituciones del Estado».

#### Reunión extraordinaria del Parlamento para juzgar al depuesto Abdallahi
Tras nombrarse nuevo primer ministro por la junta militar, la mayoría de los diputados partidarios del golpe de Estado manifestaron su intención de crear un tribunal que juzgase al depuesto presidente, al primer ministro y a algunos ministros por «graves errores» en la gestión de los asuntos de Estado, y crear dos comisiones de investigación, una de ellas para tratar la fundación de caridad creada por la esposa del derrocado Presidente, Khattou Mint Boukhary, Fundación Khattou Boukhari. El Presidente del Alto Consejo de Estado anunció la convocatoria para el 20 de agosto. Ese día se iniciaron las sesiones del Senado y la Asamblea Nacional, con el boicot de los parlamentarios opuestos al golpe y de los Presidentes de la Asamblea Nacional y del Senado, por considerar la convocatoria ilegal, asistiendo solo 58 de los 95 diputados y 37 de los 56 senadores.
La Asamblea Nacional decidió crear dos comisiones de investigación: una para tratar el bloqueo de las instituciones y otra para investigar la ejecución del Programa Especial de Intervención destinado a paliar el hambre. También nombró a cuatro miembros de la Cámara para formar parte del Tribunal Superior de Justicia de Mauritania. Otros cuatro fueron elegidos por el Senado días después. >
El 3 y el 10 de septiembre el Senado nombró una Comisión de siete miembros para investigar la Fundación Khattou Boukhari, otra destinada a estudiar la gestión administrativa del Senado y una más para analizar el bloqueo institucional previo al golpe.
Por su parte, la Fundación Khattou Boukhari pidió la creación de una comisión internacional de investigación formada por Naciones Unidas, el Banco Mundial y la Unión Africana, rechazando someterse al Parlamento en esas circunstancias por considerarlo parcial e ilegítimo. Así se manifestaron también los hijos de Khattou Moukhari: «no tenemos nada que ocultar y es en este espíritu que queremos que haya un análisis objetivo, desinteresado, de la política de Mauritania, para arrojar luz sobre la gestión de la fundación»

### Declaraciones de Mohamed Uld Abdelaziz
El 7 de agosto, en una entrevista al diario suizo Le Temps, el presidente del Alto Consejo de Estado, Abdelaziz, consideró que la credibilidad y transparencia de Mauritania y el proceso democratizador iniciado por la Junta Militar que dio el golpe de Estado de 2005 se habían quebrado y que la democracia estaba en peligro. Abdelaziz reconoció que el cese de los altos mandos militares en la mañana del día 6 de agosto había sido el detonante de la acción militar.
El 9 de agosto, Abdelaziz, en declaraciones a la prensa de Dubái en el diario Asharq al-Awsat, pidió comprensión a los países árabes, coincidiendo con la suspensión de Mauritania como miembro de la Unión Africana, al tiempo que dijo que no se liberaría al presidente depuesto y que el propio presidente era responsable de su caída:

Pedimos a nuestros hermanos árabes o a nuestros amigos que entiendan la posición y compartiremos nuestras razones con ellos. El problema que sucedió en Mauritania es un asunto interno. [...] El presidente depuesto se derrocó a sí mismo con una serie de malos pasos que hizo últimamente, sacando al país de las riendas de la democracia. No liberaremos al presidente depuesto por el momento por razones de seguridad. Ahora estamos tratando de que la calma prevalezca y de evitar una escalada.

En una entrevista a Radio Francia Internacional el 10 de agosto, Abdelaziz achacó al Presidente derrocado la situación de estancamiento de las instituciones democráticas en el país, además de acusarlo de acercarse a movimientos clandestinos y extranjeros que lo tenían como rehén, lo que había provocado la acción del Consejo de Estado. Prometió también una lucha más intensa contra Al Qaeda del Magreb Islámico, acusando al Presidente de poner en libertad a extremistas islámicos. Refirió una situación económica catastrófica en el país, aunque manifestó no saber cómo mejorararla, al tiempo que no descartó presentarse a las próximas elecciones presidenciales.
En declaraciones a Al Jazeera el 11 de agosto, Abdelaziz manifestó que el presidente era corrupto, la situación económica insostenible y los sobornos habituales:

Tenemos pruebas, incluso de su puño y letra, de que se han pagado millones de dólares a algunos diputados para que regresen a su partido, del que se habían retirado. 'La situación económica, social y de la seguridad habían ido a peor, los sobornos se habían generalizado en todas las instituciones, lo que no nos dejó otra elección que deponer a este presidente, que se había desviado de la democracia real.

En su primera comparecencia ante la televisión estatal, el 16 de agosto, Abdelaziz volvió a justificar el golpe indicando que el presidente obstaculizaba la tarea del Parlamento, establecía la política sobre bases tribales que generaban división, no solventaba los problemas económicos e implicaba al ejército en los problemas internos. No acusó al presidente de corrupción, como lo había hecho con anterioridad ante medios extranjeros y reiteró el compromiso de convocar elecciones presidenciales libres en breve plazo. En su segunda comparecencia a través de la televisión el 1 de septiembre y con ocasión del Ramadán, exhortó a la unidad y la concordia y situó la festividad musulmana «bajo el signo de la rectificación de un proceso democrático que fue desviado de su propósito».
El 9 de febrero de 2009, anunció que se presentaría a las elecciones presidenciales.

### Preparación del nuevo gobierno

#### Nombramiento de primer ministro
El Presidente del Alto Consejo de Estado inició contactos desde el 11 de agosto con varias formaciones políticas para formar el nuevo gobierno: Alianza Popular Progresista, la Reagrupación de Fuerzas Democráticas, el Partido Mauritano para la Unión y el Cambio, la Unión de las Fuerzas de Progreso, el Partido Unionista Democrático Socialista, la Alianza por la Justicia y la Democracia / Movimiento por la Renovación, el Partido Republicano para la Democracia y la Renovación, Renovación Democrática, Unión por la Democracia y el Progreso, Agrupación Nacional para la Democracia y el Desarrollo Tawasoul, Partido de la Alternativa, Frente Popular y la Unión de Centro Democrático. La Alianza Popular Progresista y el Tawasoul manifestaron que se oponían a la formación del gobierno provisional.
El 13 de agosto, el presidente del Alto Consejo de Estado nombró a Mulay Uld Mohamed Laghdaf, miembro de la Reagrupación de Fuerzas Democráticas, nuevo primer ministro de Mauritania. Laghdaf era considerado un hombre muy próximo al general Abdelaziz y se valoró su condición de diplomático por los contactos que tenía en Europa. Varios países manifestaron que el nombramiento no variaba su posición de condena. El primer ministro depuesto, Ahmed Waghf, se negó a reconocer la autoridad de Mohamed Laghdaf y a realizar el traspaso de poderes por considerar ilegal el nombramiento.
En sus primeras declaraciones a Radio Francia Internacional el 21 de agosto, ocho días después de su nombramiento, Mohamed Laghdaf declaró que urgía tomar medidas contra la pobreza y que en breve plazo se verían resultados de su gestión, señalando que el golpe sacaba al país del caos.

#### Nombramiento del gabinete
El 31 de agosto, el presidente del Alto Consejo de Estado hizo pública la formación de un nuevo gobierno bajo la presidencia de Mohamed Laghdaf como primer ministro. El nuevo gabinete estaba compuesto por 28 miembros, 22 de ellos ministros, tres de los cuales pertenecían a la Reagrupación de Fuerzas Democráticas y que, de forma inmediata, fueron expulsados de la organización. El nuevo gobierno contaba con cuatro ministros del anterior gabinete: Amadou Tidjane Bal en Justicia, Sidi Ould Tah en Asuntos Económicos y Desarrollo, Mohamed Mahmoud Ould Mohamed Lemine en Defensa y Sid'Ahmed Ould Raiss en Hacienda.

#### Evolución de los apoyos políticos al nuevo gobierno desde el 19 de agosto
La Reagrupación de Fuerzas Democráticas había dicho el 7 de agosto que le preocupaba la situación tras el golpe, pero el 19 de agosto declaró su voluntad de participar en el nuevo gobierno y su líder, Daddah, dijo haber puesto sus buenos oficios para levantar el aislamiento, aunque se lamentaba de los pobres resultados.
Sin embargo, coincidiendo con la visita del Presidente de la Comisión de la Unión Africana, la organización decidió no participar en el nuevo gobierno al no dársele garantías sobre la limpieza del proceso electoral ni sobre la duración del gobierno militar Poco después se negó a participar la Alianza por la Justicia y la Democracia / Movimiento por la Renovación, sumándose más tarde el Movimiento por la Democracia Directa. Todas estas formaciones mostraron, no obstante, su «comprensión del golpe de Estado». El 10 de septiembre, la Reagrupación de Fuerzas Democráticas dio por suspendidas las negociaciones con el resto de partidarios del golpe mientras estos sostuvieran la posibilidad de que los militares participasen en las futuras elecciones presidenciales.

## Destino de los detenidos y arrestados

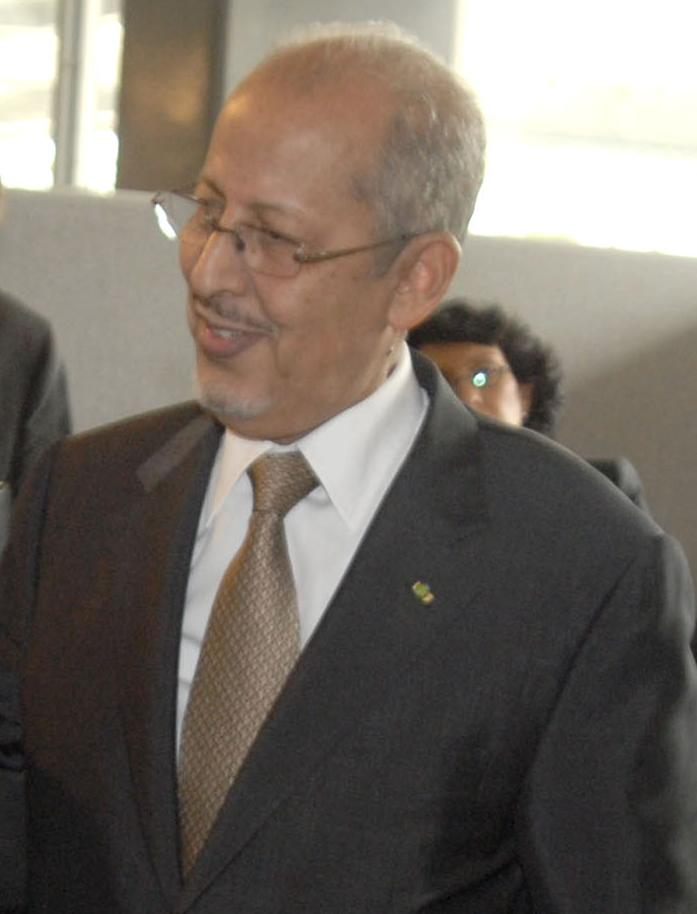
El Presidente Sidi Ould Cheikh Abdallahi en 2007.

El día del golpe de Estado el presidente, Sidi Ould Cheikh Abdallahi, fue trasladado tras su detención a un cuartel del Batallón Presidencial, junto con el primer ministro, Yahya Ould Ahmed Waghf, el ministro del Interior, Mohamed Ould Rzeizim, el ex director general de la Agencia Nacional de Apoyo e Integración de los Refugiados (ANAIR), Mussa Fall y el expresidente del Consejo Económico y Social mauritano y antiguo ministro, Ahmed Uld Sidi Baba. El 8 de agosto el presidente fue trasladado al Palacio de Congresos, al norte de la capital, al mismo lugar donde el día anterior habían sido trasladados los demás detenidos y que contaba con instalaciones residenciales en el interior, custodiado por el Batallón de Seguridad Presidencial.
El 9 de agosto el presidente del Consejo de Estado manifestó que no había previsiones de liberar al Presidente depuesto por razones de seguridad. El embajador de Francia en el país consiguió el 23 de agosto visitar el presidente Abdallahi por espacio de media hora en el Palacio de Congresos. El embajador solo informó que había encontrado al presidente en buen estado físico y moral. También se entrevistó con él el representante de la Unión Africana, Jean Ping, según se informó el 27 de agosto, y con el enviado de Naciones Unidas, Said Djinnit. Durante las conversaciones entre la Unión Africana y las autoridades militares, la UA confirmó que había un compromiso por parte del Presidente del Alto Consejo de Estado de liberar a Abdallahi, Sin embargo, el ministro de Comunicaciones de la Junta militar, Mohamed Ould Mohamed Abderrahmane, señaló a mediados de septiembre durante el cierre de las sesiones extraordinarias de la Cámaras, que el destino de Abdallahi quedaba en manos del Parlamento, en especial de Tribunal Superior de Justicia de Mauritania.
Por otra parte, la familia del Presidente fue trasladada el día del golpe desde su residencia al Palacio de Congresos, regresando a su casa el 8 de agosto bajo fuerte custodia militar y en todo momento bajo arresto domiciliario.
El 11 de agosto, todos los detenidos, a excepción del Presidente, fueron puestos en libertad, según informó el director de gabinete del primer ministro depuesto. La prensa del vecino Marruecos, cuyo gobierno no se había manifestado sobre el golpe de Estado, atribuyó la liberación a la intervención del Rey de Marruecos, Mohammed VI, quien en días anteriores había enviado al jefe de la Dirección de Estudios y Documentación (servicio secreto marroquí), Yassine Mansouri, como emisario ante el líder de la Junta Militar, sin que trascendieran las conversaciones entre ambos.
Aún el 20 de octubre fue detenido el depuesto ministro de Agricultura por negarse a entregar el pasaporte diplomático a las nuevas autoridades militares. Al mismo tiempo se supo que el presidente del Banco Central de Mauritania había acusado a la Junta de intimidación.
El presidente depuesto manifestó a mediados de noviembre, a través de uno de sus hijos, que no aceptaba «las presiones de los golpistas para que renuncie a su puesto y acepte su proyecto político», manteniendo su legitimidad como jefe del Estado.
Tras establecer la Junta el arresto domiciliario para el presidente Abdallahi el 13 de noviembre, el Frente Nacional para la Defensa de la Democracia anunció que se había producido una «ola de arrestos dirigida contra los líderes y militantes del frente», asegurando que se había «emprendido una caza de brujas y operaciones de ajuste de cuentas contra los miembros del frente». Entre los detenidos se encontraba Abdalahi Uld Moctar, antiguo director de Air Mauritanie, investigado por la Junta militar a través de la fiscalía.

### Traslado del presidente Abdallahi
Según informó el ex portavoz, Abdulay Mamadu Ba, el presidente depuesto fue trasladado desde el palacio de Congresos a su ciudad natal, Lemden, a 240 kilómetros al sur de Nuakchot, el 13 de noviembre. Su esposa he hijos permanecen en arresto domiciliario en la capital. Abdallahi se encontraba bien de salud aunque permanecía en arresto. El pòrtavoz de exteriores de Francia, país que preside la Unión Europea y que dio un ultimátum al régimen militar junto a la Unión Africana, manifestó que «el retorno del presidente a su ciudad natal no significa el retorno al orden constitucional». La Junta militar señaló que el presidente Abdallahi había renunciado a volver a participar en la actividad política, lo que fue descartado por el propio Adallahi horas más tarde.

### Liberación de Abdallahi
El 21 de diciembre, Abdallahi fue liberado del arresto domiciliario en su ciudad natal sin cargos, y regresó a la capital del país con su familia. La semana anterior los golpistas habían prometido su liberación antes de la celebración de los denominados Estados Generales de la Democracia el 27 de diciembre, una suerte de debate sobre la democracia en el país. Al tiempo, Abdallahi reafirmaba en una entrevista al diario francés, Le Monde, que se consideraba el legítimo presidente.
Francia, que ostentaba la presidencia rotativa de la Unión Europea, dio la bienvenida a la liberación, pero recordó que «la solución a la actual crisis es regresar al orden constitucional». Estados Unidos, Rusia y la Unión Africana considerarón insuficiente el gesto y los dos primeros anunciaron nuevas sanciones de no restaurarse el orden constitucional.
Por su parte, el Frente Nacional para la Defensa de la Democracia también consideró insuficiente la medida: «Esa iniciativa es insuficiente. Lo que pedimos es que Abdalahi, elegido de manera democrática, vuelva a ejercer sus funciones constitucionales».
Aún al tiempo de ordenarse por la Junta militar nuevas elecciones presidenciales y legislativas para el 6 de junio, Abdallahi siguió teniendo limitada su movilidad, siendo interceptado por fuerzas de seguridad en su primer intento de llegar a la capital del país a finales de enero de 2009.

### Nueva detención del primer ministro
El 21 de agosto, miembros de la gendarmería interceptaron camino de Nouadhibou el vehículo del que fuera primer ministro hasta el golpe de Estado, Yahya Ould Ahmed Waghf, cuando acudía a una concentración, y lo detuvieron por segunda vez, obligándolo a subir en un vehículo policial que se dirigió en sentido contrario al destino de Ahmed Waghf. El día anterior, Ahmed Waghf había reunido a 10 000 personas en una manifestación antigolpista en la capital del país y había declarado a la televisión de Abu Dhabi que la Junta militar había preparado un golpe de Estado para el día 9 de agosto, razón por la cual se realizó el relevo de los mandos militares el día 6 por el presidente Abdallahi.
Al día siguiente fue conducido a la ciudad de Achram, a 450 kilómetros al sur de la capital del país, donde se le mantuvo en situación de residencia vigilada. Con anterioridad las autoridades pretendieron trasladarlo a Moudjeria, pero solicitó y obtuvo que se le enviase a Achram, su ciudad natal. El 29 de agosto, el exministro Yahya Uld Kebd, leal al Presidente Abdallahi, indicó que Ahmed Waghf se encontraba en su casa según fuentes de la Junta militar, y que tenía sus actividades y contactos «limitados» para impedir su activismo.
Además de varios Estados, el mismo día 21, la Federación Internacional por los Derechos Humanos, pidió en carta abierta la inmediata liberación del primer ministro, al igual que las fuerzas opuestas al golpe. También lo hizo SOS Esclavos y la Asociación de Mujeres Cabezas de Familia en un comunicado conjunto. El 22 de agosto, el Frente de Defensa de la Democracia exigió la liberación inmediata del primer ministro:

Esta medida constituye una nueva violación flagrante a la Constitución de la República Islámica de Mauritania y otro pisoteo a la legalidad constitucional en el país.

El 21 de noviembre, Yahya Ould Ahmed Waghf ingresó en prisión acusado por la junta militar de malversación de fondos por la gestión de la aerolínea Air Mauritanie durante el período en el que fue director general de la compañía entre 2004 y 2006. La compañía había quebrado en 2008 por una deuda de 30 millones de dólares. Ahmed Waghf rechazó las acusaciones y atribuyó la detención a «su posicionamiento hostil al levantamiento militar», negándose a pagar los 312.000 euros de fianza que había fijado el tribunal.

### Detención, traslado y puesta en libertad de la esposa del Presidente Abdallahi
Khattou Mint Boukhary, esposa del depuesto presidente Abdallahi, fue detenida por la policía el 25 de septiembre en su domicilio, y trasladada a la fuerza al Senado para declarar ante la Comisión que investigaba la Fundación que dirige, negándose a hablar por considerar el órgano ilegítimo e ilegal. No se permitió a los medios de comunicación entrar en la sesión y Khattou Mint Boukhary fue trasladada después de vuelta a su casa. La familia acusó a la Junta de usar métodos intimidatorios.

### Detención de exministro por criticar a los militares
El exministro Isselmou Ould Abdel Kader, fue detenido el 21 de octubre y acusado de "desmoralizar al ejército" por las observaciones hechas durante un debate televisado en las que criticó la posición de los militares golpistas, indicando que los miembros del Batallón de Seguridad Presidencial (BASEP) eran unos mercenarios extranjeros, quedando en prisión preventiva. El director de la Televisión de Mauritania fue despedido. Dos días después, tres ONG, la Asociación Mauritana de Derechos Humanos, la Asociación de Mujeres Cabezas de Familia y SOS Esclavos deploraron el chantaje y el regreso del terror al país en un comunicado conjunto. «Los políticos son detenidos sin ninguna consideración, [...] y amenazados con el procesamiento si se niegan a retractarse públicamente ante los medios de comunicación» y denunciaron que se incrementaba la presión sobre ellos con «la confiscación de sus pasaportes». También denunciaron el control de los medios de comunicación públicos, diciendo que carecían de cualquier signo de pluralidad.

## Reacciones internas

### Personalidades y juristas mauritanos
La hija de Abdallahi, Ahmed, que se encontraba en situación de arresto domiciliario desde el golpe, hizo un llamamiento al Secretario General de las Naciones Unidas, Ban Ki-moon, para que ayudase a «devolver la democracia al pueblo de Mauritania». En una entrevista a Reuters tres semanas después del golpe, y tras las condenas internacionales, las manifestaciones de apoyo a su padre y las sanciones al régimen militar, consideró que 

«el golpe en Mauritania es una amenaza para África» y que su padre regresaría a la Presidencia del país a pesar de que creía que Mauritania iba a vivir tiempos difíciles.

El coronel Ely Ould Mohamed Vall, que lideró el golpe de Estado en 2005 y fue presidente del Consejo Militar para la Justicia y la Democracia que desarrolló el proceso de transición democrática, regresó a Mauritania el 30 de agosto, procedente de Suiza, donde tenía su residencia habitual. Rehusó hacer declaraciones a la prensa, aunque Reuters informó que fuentes próximas al militar declararon que no apoyaba el golpe de Estado, sino que se encontraba allí únicamente como observador. Pocos días después se inició en el país una campaña para apoyar al coronel Mohamed Vall como candidato a presidente del país.
Por otro lado, manifestó su apoyo al golpe otro anriguo presidente del país, Mohamed Khouna Ould Haidalla, que había estado en el poder en Mauritania entre 1980 y 1984. Ould Haidalla desaprobó las críticas al movimiento de rectificación y la presión internacional, a la que calificó de injerencia extranjera, haciendo un llamamiento para la unidad de todos los mauritanos en torno al Alto Consejo de Estado. Ould Haidalla fue depuesto y enviado a prisión por Ould Taya, siendo liberado tras el golpe militar de 2005 por Ely Ould Mohamed Vall. En las elecciones presidenciales de 2007 obtuvo un 1,73 por 100 de los votos.

#### Juristas
El jurista mauritano y profesor de la Universidad de Le Havre, Lô Gurmo, indicó en declaraciones a la Agencia EFE, que la Junta Militar ejercía el poder sin legitimidad constitucional: «va a gobernar exactamente en los mismos términos que los comités militares que se han sucedido en el país bajo el principio de autolegitimidad». Señaló que las instituciones democráticas habían sido vaciadas de contenido y que quienes legitimasen a la Junta Militar serían «cómplices de los golpistas».
El profesor Abdoulaye Sow, de la Universidad de Nouakchott, en declaraciones a Swissinfo recogidas por ISN Security Watch, durante una visita a Ginebra, declaró que no eran comparables el golpe de Estado de 2005 y este: el primero supuso el fin de una dictadura y la apertura de un proceso democrático, mientras que el de 2008 era el final de un periodo de transición hacia las libertades que se veía con preocupación dentro de Mauritania. «Un golpe es una forma ilegal de obtener el poder en política. La gente tiene que tener muy claros los principios. La democracia es, ante todo, la gestión pacífica de los problemas de la sociedad [...] ninguna de las razones dadas lo justifica». Afirmó que era cierto que la situación antes del golpe era difícil, en algunos casos caótica, y que el presidente Abdallahi estuvo atrapado entre varios frentes porque los militares nunca terminaron de abandonar el poder. Achacó a una falta de cultura democrática y de medios de expresión libres la falta de resolución pacífica de los conflictos.
La Orden Nacional de Abogados de Mauritania consideró opuesto al ordenamiento constitucional el derrocamiento del gobierno y las decisiones adoptadas por los militares, advirtiendo a la Junta de que no era posible hacer componendas con la Constitución para avalar el golpe.
Sin embargo, el Secretario General de la Asociación Mauritana de Derecho Constitucional, Mohamed Ould Sid Ebba, que ya había dado su apoyo al decreto constitucional, en una entrevista al diario Chaab en un especial titulado Los albores de la rectificación, declaró que la Constitución contenía «algunas soluciones que deben aplicarse como en el caso de una vacante en la oficina del Presidente, tras su renuncia, su incapacidad o su muerte, pero hay otras situaciones que requieren nuevas autoridades para decidir sobre los mecanismos para gestionar las instituciones políticas y estas nuevas autoridades habían optado por mantener la Constitución y las instituciones del Estado». Así consideró que, para cumplir lo no previsto en la Constitución, tenían valor jurídico las nuevas disposiciones constitucionales de la Junta. Además, consideró legítima la posibilidad de intervención del Presidente del Alto Consejo de Estado en caso de no funcionar el Parlamento para evitar el vacío jurídico.

### Dimisión del gabinete en funciones
El ministro de la Descentralización, Yahya Uld Kebd, informó el 9 de agosto que nueve miembros del gobierno en funciones, ministros y altos cargos, dimitieron como protesta por el golpe de Estado, todos ellos miembros del Pacto Nacional para la Democracia y el Desarrollo. Además del propio Yahya, lo hicieron el ministro de Economía y Finanzas, Sidi Uld Tah, el ministro de Educación, Mohamed Uld Amar, el ministro de Asuntos Islámicos, Yahya Uld Sid'El Mustafá, el ministro de Sanidad, Bakary Harona Camara, la ministra de la Promoción Femenina, de la Infancia y la Familia, Vatimetou Mint Khtry, el Secretario Seneral del Gobierno, el director general de la Inversión Privada y el director del gabinete del primer ministro.

### Posición de las fuerzas políticas y sociales y manifestaciones

#### Manifestaciones
La Junta militar permitió la convocatoria y celebración de manifestaciones públicas, aunque algunas de la oposición fueron prohibidas o reprimidas hasta que el 1 de octubre, el primer ministro nombrado por la Junta, Mohamed Laghdaf, declaró prohibidas todas las que se produjeran en el futuro, fuera en contra o a favor del golpe.

##### Manifestaciones de rechazo
Según informó la Agencia Canaria de Noticias, en las calles de la capital, Nuakchot, hubo manifestaciones pocas horas después del golpe y al día siguiente, la mayoría mostrando su apoyo al depuesto Abdallahi, pero fueron disueltos por la policía.

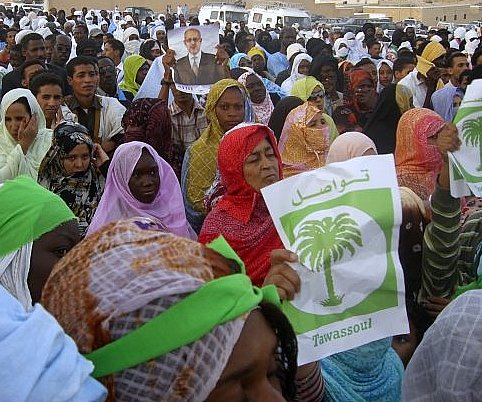
Concentración contra el golpe de Estado en Nuadibú el 20 de agosto.

Las más importantes manifestaciones tuvieron lugar el 11 y 20 de agosto, con un mitin de rechazo al golpe por el Frente Nacional de Defensa de la Democracia al que asistieron 6.000 personas según la policía y 10 000 según los organizadores y en donde intervino el primer ministro, recién liberado ese mismo día, Yahya Uld Ahmed El Waghf, que pidió el retorno a la legalidad constitucional, al tiempo que recordó que, en contra de lo que los líderes militares habían dicho para justificar la acción, el Parlamento y las instituciones democráticas funcionaban con normalidad. El día 20 se concentraron unas 10 000 personas según los observadores, para manifestar su protesta contra la apertura de la sesión del Parlamento que trataba de nombrar un tribunal para juzgar al depuesto Presidente.
El 13 de agosto, las puertas de la Asamblea Nacional fue lugar de concentración de doscientas mujeres contrarias al golpe que fue disuelta por la policía. Y el 18 de agosto, una manifestación en la capital fue prohibida por las autoridades y coincidió con la organizada por los partidarios del golpe. Al día siguiente, una manifestación sindical fue disuelta violentamente por las fuerzas de seguridad.
El 22 de agosto entre 2.000 y 3.000 personas, se manifestaron en Aleg para protestar contra los golpistas y exigir la liberación del Presidente. El Frente Nacional realizó varias concentraciones en los valles del río Senegal.
El 5 de octubre, un día antes de terminar el plazo dado por la Unión Africana para el retorno a la legalidad y tras la prohibición de las manifestaciones por la Junta militar, el Frente Nacional trató de celebrar una docena de concentraciones en distintos puntos de la capital del país bajo el lema ¡Viva el Presidente Sidi Mohamed Ould Cheikh Abdallahi!, pero la policía cargo contra ellos empleando gases lacrimógenos. El primer ministro dijo que el Frente Nacional «está buscando un enfrentamiento [...] nosotros estamos buscando el diálogo». Las protestas continuaron el 7 de octubre y fueron protagonizadas por trabajadores convocados por las centrales sindicales en la capital. La policía volvió a disolver a los manifestantes.

##### Manifestaciones de apoyo
El 7 de agosto un millar de personas se manifestaron en Nuakchot para apoyar el golpe. Comenzó en el aeropuerto y se dirigió al palacio presidencial, donde el líder del golpe recibió a los asistentes. En los días siguientes al golpe se sucedieron manifestaciones de apoyo en algunas comunas y localidades del país como Tiguent, Tagant, Tidjikja, Boulenouar y Nouamghar
El 11 de agosto, los partidos políticos, organizaciones sindicales y profesionales que apoyaron la asonada se manifestaron en la plaza de la antigua mezquita de la capital, donde se hizo un llamamiento «a los políticos, las organizaciones no gubernamentales y la prensa y, en general, a todos aquellos interesados en los asuntos públicos, [para] apoyar el Alto Consejo de Estado a fin de que pueda lograr sus nobles objetivos».
La mayor concentración de los partidarios de la Junta tuvo lugar el 18 de agosto, en las inmediaciones del estadio olímpico de la capital, donde se reunieron entre 22.000 y 30.000 personas, y en la que los oradores manifestaron querer «mandar un mensaje claro a la opinión pública nacional e internacional mostrando la cohesión del pueblo de Mauritania [y] el apoyo al golpe de Estado». Fue el primer acto público donde apareció el líder golpista, Ould Abdelaziz. Las autoridades organizaron el traslado gratuito al acto en autobuses y algunos medios acusaron a la Junta de obligar de manera indirecta a la asistencia y de pagar por la misma, extremo negado por los convocantes.

#### Fuerzas políticas y sociales opuestas al golpe
El 7 de agosto, el Pacto Nacional para la Democracia y el Desarrollo (PNDD-ADIL), la Alianza Popular Progresista (APP), la Agrupación Nacional para la Democracia y el Desarrollo Tawassoul y la Unión de Fuerzas de Progreso (UFP) manifestaron su oposición al golpe. Dichas formaciones se unieron en un autodenominado Frente Nacional de Defensa de la Democracia. El 9 de agosto, tras la visita del secretario general adjunto de la Liga Árabe, Ahmed Ben Hili, en la que se manifestó confiado en el proceso democratizador de la Junta, un portavoz de las fuerzas leales al Presidente expresó su protesta por el tono conciliador, indicando que era incomprensible «cuando estamos en un país donde el presidente elegido democráticamente está en la cárcel y el poder en manos de los golpistas que reprimen nuestras manifestaciones».
El 10 de agosto, el Frente Nacional de Defensa de la Democracia realizó una rueda de prensa y emitió un comunicado en el que reiteraron su posición:

Abdalahi es el único jefe de Estado legítimo de la República Islámica de Mauritania. La vuelta al círculo vicioso de los golpes de Estado abre la puerta a los problemas y al desorden y tergiversa la imagen de nuestro país haciéndole perder la credibilidad que ha conseguido en el mundo gracias a sus instituciones democráticas y particularmente al presidente de la República. Tal situación agravará con toda seguridad unas condiciones de vida que ya son precarias en el país.

El mismo día 10, al tiempo que el presidente de la Asamblea Nacional y líder de la Alianza Popular Progresista se negaba a reconocer la autoridad del Consejo de Estado, el vicepresidente de la Alianza, El Jalil Uld Teyib, manifestaba que la única forma de salir de la crisis era restituir en su puesto al depuesto Presidente y derogar el decreto de destitución de los altos mandos que llevaron a cabo la acción militar.
El 21 de agosto, tras ser arrestado por segunda vez el primer ministro, las fuerzas opuesta al golpe reclamaron su inmediata liberación y declararon:

Esta acción demuestra la incapacidad de los golpistas de entender las aspiraciones del pueblo de Mauritania [y la Junta] se enfrenta, cada vez más, al fuerte rechazo popular y el total aislamiento en los planos regional e internacional.

El 1 de septiembre, el portavoz de la Alianza por la Justicia y la Democracia / Movimiento por la Renovación, Mamadou Kalidou Ba, organización que apoyaba el golpe, publicó una carta de rechazo a los golpistas en los medios de comunicación coincidiendo con el nombramiento del nuevo gobierno, lo que provocó su inmediata expulsión.
El Frente Nacional para la Defensa de la Democracia condenó las declaraciones del Presidente de Senegal, Abdoulaye Wade, que el 10 de septiembre manifestó su apoyo al golpe de Estado.
El 2 de septiembre, una plataforma de cincuenta alcaldes de diversas comunas del país rechazaron el golpe, exigiendo la liberación del Presidente Abdallahi.
Nueve organizaciones sindicales de Mauritania emitieron el día 8 de agosto un comunicado conjunto de condena al golpe al que calificaron como «confiscación de la autoridad del pueblo y una violación obvia de la Constitución y un gran retroceso de la democracia en Mauritania», reclamaron «la vuelta a la legalidad constitucional» y solicitaron a todas las organizaciones de trabajadores del mundo que les ayudasen «a restablecer la legalidad constitucional y la institución presidencial democráticamente elegida». Un intento de manifestación sindical en la capital convocado por la Confederación Libre de Trabajadores de Mauritania el 19 de agosto fue duramente reprimido por las autoridades, lo que provocó la condena de la Confederación Sindical Internacional y de la Federación Internacional por los Derechos Humanos.
De nuevo, el 27 de agosto, cinco centrales sindicales (la Unión General de Trabajadores de Mauritania, la Unión Libre de Trabajadores de Mauritania, la Unión Sindical de Trabajadores de Mauritania, la Unión Social de Trabajadores de Mauritania y la Confederación Libre de Trabajadores de Mauritania), junto con la Confederación Sindical Internacional (CSI) emitieron un comunicado en el que apelaban a la comunidad internacional, singularmente a Naciones Unidas, a salir de la crisis provocada por el golpe de Estado, que condenaban, recordando la represión sufrida. Guy Ryder, Secretario General de la CSI, recordó que el camino era el retorno a la legalidad constitucional y a la democracia.
El Comité de Solidaridad con las Víctimas de las Violaciones de los Derechos Humanos en Mauritania condenó el golpe pidiendo a la comunidad internacional que no reconozca a la Junta Militar. En el mismo sentido se manifestó SOS Esclavos, condenando la acción militar y pidiendo la liberación del Presidente, al tiempo que reclamaba un gobierno de amplia base social para superar los enfrentamientos. SOS Esclavos había apoyado al Presidente con el proyecto de ley que, por vez primera, criminalizaba la esclavitud en el país y que fue aprobado por el Parlamento de Mauritania en agosto de 2007.
El 3 de septiembre se anunció la creación de una plataforma de intelectuales y universitarios mauritanos en el extranjero, denominada Coordinadora para el Retorno de la Legalidad a Mauritania, bajo el lema Por Mauritania, opuesta al golpe de Estado y que reclamaba la vuelta al orden constitucional, con el objetivo de trasladar a los dirigentes de sus países de acogida la situación de Mauritania y el apoyo a las condenas internacionales para el retorno a la democracia.
El 17 de septiembre, el Foro Nacional de las Organizaciones Defensoras de los Derechos Humanos, que agrupaba una veintena de ellas en Mauritania, manifestó su oposición al golpe, singularmente al proceso de transición, exigiendo la liberación de los detenidos y la normalidad constitucional.

##### Misiones en el exterior de las fuerzas políticas opuestas al golpe
Los miembros del Frente Nacional de Defensa de la Democracia organizaron un conjunto de visitas a los distintos países de África Occidental para explicar su posición respecto al golpe de Estado. Las delegaciones estuvieron encabezadas por los Vicepresidentes del partido islamista Tawassoul, Ba Boubacar Moussa y Mohamed Gholam Ould El-Hadj, que se reunieron con autoridades y personalidades de Argelia, Senegal, Malí, Costa de Marfil y Benín. El ministro argelino, Abdelaziz Belkhadem, fue una de las primeras autoridades en recibir a los emisarios del Frente Nacional el 22 de agosto. Durante septiembre, una comisión de miembros del Frente Nacional visitaron el Parlamento Europeo, Dakar, Abiyán y varios países de Oriente Medio, portando una carta del depuesto primer ministro, Ahmed Waghf.
En diciembre, representantes de las fuerzas opositoras al golpe realizaron una gira por África, donde recibieron el apoyo de los gobiernos de Tanzania (Presidencia de turno de la Unión Africana), Sudáfrica, Etiopía, Burkina Faso, Costa de Marfil, Nigeria, Níger, Benín y Malí.

##### Parlamentarios contrarios al golpe de Estado
El 17 de agosto, al tiempo que abandonaban la formación política del depuesto Abdalahi veintiséis parlamentarios, otros diecinueve se unían en un frente común por la defensa de la democracia y el restablecimiento del orden constitucional con el propósito de «encabezar una batalla democrática para restablecer la legalidad, la libertad y el regreso del Presidente»

##### Propuesta de salida a la crisis de las fuerzas opositoras al golpe
El Frente Nacional, a través del Presidente de la Asamblea, Messaoud Ould Boulkheir, propuso el 11 de octubre una solución de salida a la crisis basada en la restitución inmediata del presidente Abdallahi, la formación de un gobierno de concentración nacional y la convocatoria en breve plazo de elecciones presidenciales anticipadas. La propuesta coincidió con el rechazo a a la hoja de ruta propuesta por el gabinete de la Junta.

#### Fuerzas políticas y sociales favorables al golpe

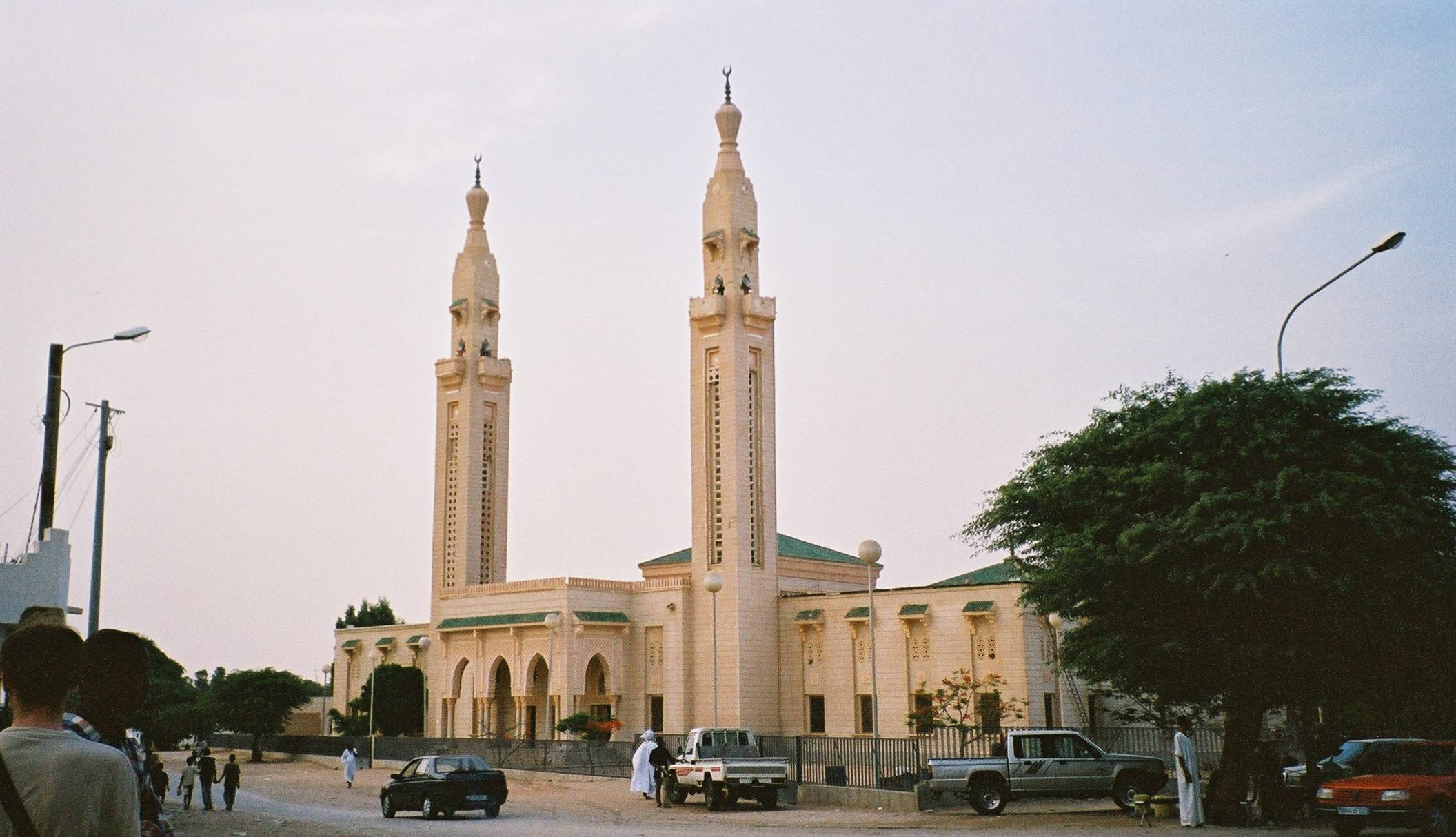
En los sermones de los días 12 y 19 de septiembre, el imán de la Gran Mezquita de Nuakchot apoyó a la Junta militar y rechazó las acciones de los opositores al nuevo régimen.

Se manifestaron en favor del golpe de Estado algunos miembros disidentes del Pacto Nacional para la Democracia y el Desarrollo (PNDD-ADIL), fundado por el derrocado primer ministro, Yahya Ould Ahmed el-Waguef, miembros de la Reagrupación de Fuerzas Democráticas (RFD), del Partido Republicano para la Democracia y la Renovación, del Partido Mauritano para la Unión y el Cambio, la Unión por la Democracia y el Progreso y La Virtud, este último de tendencia islamista. El 18 de agosto se unieron a estos varios partidos, hasta cuarenta y uno de los cincuenta y nueve registrados en el país, formando una coordinadora política de apoyo al golpe, entre ellos la Alianza por la Justicia y la Democracia / Movimiento por la Renovación.
El 11 de agosto, Ahmed Ould Daddah, rival del Presidente depuesto y líder de la Reagrupación de Fuerzas Democráticas, que aún no se había posicionado, declaró que no se trataba de un golpe de Estado, sino de una rectificación en el proceso de transición democrática. Según su opinión, las elecciones presidenciales de 2007 estuvieron «marcadas por el fraude». En dichas elecciones, participaron como observadores la Unión Europea, la Unión Africana, las Naciones Unidas y varios países, además del Club de Madrid, presente con una delegación encabezada por Kim Campbell, ex primera ministra de Canadá y Cassam Uteem, expresidente de Mauricio, quienes valoraron positivamente todo el proceso. El 18 de agosto, Saleh Ould Hanenna, antiguo golpista expulsado del ejército y aministiado por el Consejo Militar para la Justicia y la Democracia, líder del Partido Mauritano para la Unión y el Cambio declaró su apoyo al Alto Consejo de Estado, mostrándose favorable a participar en un nuevo gobierno.
Entre las organizaciones sociales, mostraron su apoyo las asociaciones de ulemas e imanes de las mezquitas de Mauritania. El imán de la Gran Mezquita de Nouakchott realizó un explícito apoyo al golpe de Estado en la oración del 12 de septiembre y alabó la valentía del presidente senegalés apoyando la acción militar. El 19 de septiembre acusó a los opositores a la Junta militar por incitar a los enemigos de Mauritania y del Islam a poner sanciones. Durante los sermones algunos fieles se ausentaron de la mezquita en señal de protesta por las palabras del imán. así como la Asociación de Alcaldes de Mauritania que apoyó al Consejo de Estado tras entrevistarse con su líder el 11 de agosto, indicando que la parálisis que sufría el país era la causante de la situación provocada. También se unieron a las iniciativas del Alto Consejo la Unión de Trabajadores de Mauritania en Europa en su sección francesa, (L'Union des Travailleurs Mauritaniens en Europe) mediante un comunicado:

Nosotros, los miembros de la colonia mauritana residente en Francia y afiliados a la Unión de Trabajadores de Mauritania en Europa, otorgamos nuestro pleno y firme apoyo al Alto Consejo de Estado bajo la presidencia del general Mohamed Ould Abdel Aziz.

La Reagrupación de Fuerzas Democráticas, que había ido variando su posición de apoyo desde la constitución del nuevo gobierno, reunió a su Comité Ejecutivo el 12 de septiembre en el que hizo un llamamiento a la unidad nacional, pidió un calendario electoral claro, vetó a los golpistas para presentarse a nuevas elecciones y solicitó un gobierno civil distinto del establecido por el Alto Consejo de Estado. Además, boicoteó la reunión de la Asamblea Nacional que se reunió el 14 de septiembre y acordó el período transitorio.

##### Parlamentarios y senadores favorables al golpe
El 13 de agosto, al tiempo que Argelia se sumaba a la condena internacional y Al Qaeda del Magreb Islámico hacía un llamamiento a la guerra santa en Mauritania, la mayoría de los diputados y senadores de Mauritania (66 de 95 miembros de la Asamblea Nacional y 39 de los 56 miembros del Senado) hicieron público su apoyo al golpe de Estado y al Alto Consejo. Parte de los diputados y senadores que apoyaron el golpe crearon la llamada Iniciativa para la reforma y la democracia. Justificaron la asonada como una respuesta a la situación del país, criticando al depuesto Presidente por obstinado y por haber incurrido en prácticas inconstitucionales:

Lamentamos que todas las gestiones emprendidas por los parlamentarios y las personas de buena voluntad no hayan podido reducir la obstinación del antiguo Presidente que no escuchaba más que a sus cortesanos. [Había un] contexto de crisis política e institucional aguda que conseguía la obstrucción sistemática del funcionamiento de la institución parlamentaria por prácticas anticonstitucionales del expresidente de la República y de su Gobierno

El 17 de agosto, veintisésis parlamentarios abandonaron el partido del derrocado Presidente Abdallahi, Pacto Nacional por la Democracia y el Desarrollo y declararon su apoyo al golpe y a la formación de un nuevo gobierno. También abandonaron la formación política más de un centenar de otros cargos directivos del partido, entre otros el ministro de la Sociedad Civil y de Relaciones con el Parlamento, Lemrabott Ould Benahi.

### Prensa nacional
Los diarios más importantes de Mauritania acogieron de forma diversa el golpe de Estado. Biladi indicó que por vez primera «el país puede aparecer como un apestado entre las naciones». Además, en su editorial del 7 de agostó destacó:

[Biladi] condena enérgicamente el golpe de Estado que pone fin a una experiencia aclamada por nuestro pueblo y la comunidad internacional en su conjunto, como un ejemplo en el mundo árabe, africano y musulmán, pero sobre todo una fuente de orgullo para el pueblo mauritano que se sintió rehabilitado de su dignidad violada por un largo período de dictadura e inestabilidad. [Biladi] exige el retorno a la legalidad constitucional y el restablecimiento inmediato del Presidente de la República y su Gobierno.

En la segunda semana después de la asonada, Biladi entrevistó a la hija del Presidente Abdallahi que calificó el golpe como «[elaborado] en un escenario preparado durante largo tiempo y que estaba en el espíritu de sus instigadores maquillarlo» para darle un toque constitucional.
Por su parte, Le Calame calificó de «desastre» la destitución del Presidente y que no había que abandonar Mauritania en tiempo difíciles. En un editorial del 19 de agosto, la situación de inestabilidad le llevó a interrogarse sobre si era el final de la transición democrática.
Le Quotidien de Nouakchott recogió el 21 de agosto una entrevista con el que fuera candidato presidencial por la Alianza por la Justicia y la Democracia / Movimiento por la Renovación, Ibrahima Moctar Sarr, que consideró que los golpistas habían apoyado antes al depuesto Presidente y que cuando no les servía, se limitaron a derrocarlo.
Horizons, diario propiedad de la empresa estatal Agencia Mauritania de Información (AMI), se mostró favorable al golpe dedicando amplios espacios a las manifestaciones de apoyo a la Junta y al «proceso de rectificación». Chaab, también propiedad de la AMI, y que edita en árabe, publicó el 21 de agosto un suplemento de cuatro páginas titulado «Los albores de la rectificación». En él se incluía una entrevista a uno de los máximos apoyos políticos a la Junta militar, Ahmed Ould Daddah, que mostraba su total confianza en las nuevas autoridades, las resoluciones del decreto constitucional del Alto Consejo de Estado, una entrevista con el Secretario General de la Asociación Mauritana de Derecho Constitucional que justificó el golpe porque dijo que había situaciones no previstas en la Constitución del país que debían tomar las nuevas autoridades, y las manifestaciones de apoyo a la Junta en la capital.
En la tercera semana después del golpe, la pérdida de apoyos políticos de la Junta fue tratada desde diferentes perspectivas. Biladi destacó la pérdida de confianza de la Reagrupación de Fuerzas Democráticas y de su líder; Le Calame señaló el encontronazo entre los militares y los políticos que apoyaron el golpe y Le Quotidien de Nouakchott hizo mención a que se había pasado del bloqueo de las instituciones a la incertidumbre, haciendo suyas las palabras de Pierre Buyoya, emisario de la Organización Internacional de la Francofonía, que apelaba a los mauritanos para que encontrasen un camino de retorno a la legalidad.

### Reacciones económicas y sociales
Desde el golpe de Estado, el número de inmigrantes ilegales procedentes de Mauritania y con destino a Canarias (España) se multiplicó por dos según fuentes de la Cruz Roja Española, lo que constituyó el mayor repunte en la salida de inmigrantes desde el año 2006. En el centro de acogida de Nuadibú, se habían atendido desde el 6 al 26 de agosto un total de 530 inmigrantes, lo que la Cruz Roja declaró ser casi el doble de lo habitual, todo ello sin contar aquellos que podían haber fallecido en las travesías en cayucos.
Por otra parte, el 7 de septiembre, un mes después del golpe, se informó por el Programa Mundial de Alimentos y diversas organizaciones humanitarias que el precio de los alimentos básicos habían subido desde el 6 de agosto un 30 por 100.
Las diversas compañías extranjeras que trabajaban en Mauritania, fundamentalmente en la extracción de mineral de hierro, petróleo, gas natural, uranio y oro, indicaron que sus operaciones y actividades no se habían visto afectadas por el golpe. Mauritania es una productora de petróleo desde 2006, si bien las previsiones iniciales de obtener 75.000 barriles diarios se vieron reducidas a 15.000. Las compañías multinacionales presentes en el país son Petroliam Nasional Berhad (Malasia), Total (Francia), Tullow Oil, (Reino Unido), RWE Dea (Alemania), Sphere Investments Ltd. (Australia), Red Back Mining (Canadá), Repsol y Arcelor (España) y diversas empresas menores de los países árabes y China.
No obstante, el 24 de agosto, Qatar Steel Co., multinacional catarí del acero, anunció que había retirado su oferta de adquisición de acciones para incrementar la participación en la asociación con la australiana Sphere Investments Ltd. para financiar la Societe Nationale Industrielle et Miniere, empresa estatal mauritana. Un portavoz de Catar Steel Co., manifestó que «la empresa se ha retirado de la oferta de participar y adquirir una participación en el proyecto de Mauritania debido a razones estratégicas internas». También, el representante de Dana Petroleum en el país, señaló que con el paso del tiempo se resentiría la economía con la crisis política. Por otro lado, representantes de Sphere Investments se reunieron con el nuevo primer ministro el 26 de agosto para tratar el proyecto minero de El Aouj.
En octubre, la agencia de turismo francesa, Punto de África, suspendió los viajes a Mauritania debido a la inseguridad del país, que concretó en el «acto cruel atribuido a la organización terrorista Al Qaeda y la nueva incertidumbre después del golpe de Estado del 6 de agosto». La empresa operaba con Mauritania desde hacía doce años y la Federación Mauritana de Turismo calificó la decisión como "traición" al pueblo.

### Período de transición
Algunos partidos que apoyaron el golpe de Estado, acordaron el 14 de septiembre en la Asamblea Nacional, con la ausencia de la Reagrupación de Fuerzas Democráticas y de los partidos que no apoyaron el golpe, «invitar al Alto Consejo de Estado» a celebrar elecciones presidenciales en un plazo de 12 a 14 meses para «restablecer el orden constitucional y legítimo» y preparar una hoja de ruta para la «salida de la crisis». También acordó que se impidiera presentarse en las próximas elecciones a los militares implicados en el golpe y la gestión posterior, el restablecimiento de la Comisión Electoral Independiente y el nombramiento de un nuevo gobierno de unidad nacional hasta la nueva elección presidencial, descartando el gabinete nombrado por el Alto Consejo de Estado. El plan fue rechazado por los partidos que no apoyaron el golpe.
El 23 de enero de 2009, el presidente de la Junta militar, general Abdelaziz, ordenó al gobierno, en virtud de las resoluciones de los Estados Generales donde no participó la oposición, la celebración de elecciones presidenciales y legislativas el 6 de junio siguiente, según comunicó el consejo de ministros. El Presidente depuesto, Abdalahi, aceptó la convocatoria anticipada de las elecciones a condición de que los militares abandonasen definitivamente el poder. No obstante, el general Abdelaziz desveló en febrero del mismo año su intención de presentarse en las elecciones presidenciales.

### Abdelaziz elegido Presidente tras las elecciones de julio de 2009
El 5 de febrero del 2009, los medios de comunicación públicos del país informaron oficialmente que el general Abdelaziz se presentaría como candidato a Presidente en las elecciones que serían, definitivamente, el 18 de julio. La oposición se negó inicialmente a participar en la elección, calificándola de "farsa" y que los resultados estaban predeterminados[42]. Las sanciones impuestas por la Unión Africana y Estados Unidos se mantuvieron a pesar de la convocatoria electoral.
Con el fin de presentarse como candidato en las elecciones presidenciales, Abdelaziz estaba obligado a dimitir como jefe de Estado. Lo hizo el 15 de abril, como se esperaba, y el presidente del Senado, Ba Mamadou Mbare, le sucedió en calidad de Presidente interino. Los miembros de la oposición criticaron la medida, diciendo que el general conserbaba el poder real. Mohamed Ould Mouloud, líder del Frente Nacional de Defensa de la Democracia (FNDD) coalición de la oposición, afirmó que la renuncia era falsa, que engañaba a la opinión pública y las elecciones estaban destinadas a legitimar el golpe de Estado.
La Unión por la República fue el partido político elegido por Abdelaziz para presentarse a las elecciones. El partido se constituyó el 5 de mayo de 2009 y eligió al general como Presidente del mismo y candidato. En las elecciones presidenciales celebradas el 18 de julio de 2009, Abdelaziz obtuvo la mayoría en la primera ronda con un 52,58% de votos. Renunció como líder del partido el 2 de agosto, antes de ser proclamado Presidente de Mauritania el 5 de agosto, y no tener permitida militancia política. Los otros candidatos autorizados a prsentarse fueron, Messaoud Ould Boulkheir, presidente de la Asamblea Nacional, (16.63% de votos); Ahmed Ould Daddah (13,89% de votos) y su primo el coronel Ely Ould Mohamed Vall (3,78% de votos). La oposición calificó de "mascarada electoral" el resultado. En las elecciones no hubo observadores internacionales de la Unión Europea o de Estados Unidos, como sí los hubo en la anterior convocatoria. Solo hubo unos pocos representantes de la Unión Africana.

## Llamada a la yihad de Al Qaeda
El 11 de agosto, Al Qaeda del Magreb Islámico hizo un llamamiento a la yihad en Mauritania con el objetivo de establecer un régimen islámico, una vez derribado el gobierno. El día anterior, Al Qaeda del Magreb Islámico cometió un nuevo atentado en Argelia, donde murieron 8 personas y 19 resultaron heridas, y el 19 y 20 asesino a 54 personas más en Argelia en dos atentados, dentro de una activa campaña que abarcaba todo el Magreb. Al Qaeda había realizado un llamamiento similar a la yihad el día 10 contra el gobierno de Pakistán a través de su número dos, Ayman al Zawahiri.
Durante el mandato del Presidente depuesto, Al Qaeda fue perseguida en territorio mauritano y cometió diversos atentados, uno de los cuales costó la vida a cuatro turistas franceses y obligó a la suspensión del Rally París-Dakar de 2008. En un mensaje que fue enviado al Gobierno de Mauritania el 29 de diciembre de 2007, Al Qaeda criticaba a dicho gobierno por su colaboración con «[los] cruzados, los apóstatas y los no creyentes».
Abdallahi mantuvo la alianza con Estados Unidos en la lucha contra el terrorismo de Al Qaeda y las relaciones diplomáticas con Israel, lo que le valió amenazas de la organización terrorista. La embajada de este país en Mauritania sufrió un atentado en febrero de 2008 reivindicado por Al Qaeda. La Junta Militar había anunciado también mano dura contra el terrorismo, y así lo declaró su líder: «haremos lo que hicimos en el pasado, lucharemos y obtendremos resultados positivos. Cuando los encontremos, los arrestaremos y llevaremos ante la justicia».
En el comunicado, Al Qaeda del Magreb Islámico señaló que, a pesar de toda la condena del golpe por los gobiernos occidentales, no habría sido posible sin la aprobación de Francia, los Estados Unidos e Israel, añadiendo además:

Icen la bandera de la jihad y déjennos sangrar y que nos corten los miembros hasta que logremos reinstaurar un califato al estilo de la manera del Profeta. Despierten y prepárense para la guerra; la cruz está marchando hacia ustedes. [Condenamos los] regímenes apóstatas que gobiernan el Magreb Islámico. Dichos regímenes que esclavizan a su pueblo siempre han alzado la bandera de la democracia en su lucha contra el Islam, mientras que la gente ve que la mayoría de ellos asumieron el poder a través de golpes militares.

El Khadim Ould Esseman, dirigente de Al Qaeda en el Magreb Islámico en prisión por el atentado contra la embajada de Israel en Nuakchot, hizo llegar el 25 de agosto una carta a la agencia AFP a través de su familia en la que renovó la llamada a luchar contra el nuevo régimen, al que acusó de pertenecer «a la misma tribu» que el presidente depuesto y pidió que cesaran las manifestaciones a favor y en contra de los golpistas y los mauritanos se unieran para aplicar la sharia. La carta se hizo pública coincidiendo con la dentención de dos presuntos miembros de la organización terrorista al sur del país, cerca de la frontera con Mali.

### Atentado de Al Qaeda
El 15 de septiembre, 12 soldados fueron secuestrados y ejecutados posteriormente en una emboscada contra un convoy militar a manos de Al Qaeda del Magreb Islámico, en la frontera norte del país con Argelia, la misma en donde en 2005 fueron asesinados otros 15 militares. Los cuerpos de los fallecidos fueron hallados cinco días después, decapitados
La acción terrorista fue condenada enérgicamente por todos los partidos políticos, singularmente por los dos más importantes, la Reagrupación de Fuerzas Democráticas y el Frente Nacional para la Defensa de la Democracia, enfrentados no obstante por el rumbo político del país con el golpe de Estado. La Junta militar decretó tres días de duelo nacional por el atentado.

## Reacciones internacionales

### Condena del Consejo de Seguridad de Naciones Unidas
| «El Consejo de Seguridad se opone a cualquier intento de cambiar un Gobierno mediante medios inconstitucionales. El Consejo condena el derrocamiento de las autoridades democráticamente electas de Mauritania por las Fuerzas Armadas mauritanas. El Consejo exige la inmediata liberación del presidente Sidi Mohamed Uld Cheij Abdalahi y la restauración inmediata de las instituciones legítimas, constitucionales y democráticas. El Consejo de Seguridad condena toda acción del Consejo de Estado, en particular la decisión de tomar la presidencia del país». — Resolución del consejo de Seguridad |

El 19 de agosto, el Consejo de Seguridad de Naciones Unidas, integrado en ese momento por los miembros permanentes: China, Estados Unidos, Reino Unido, Francia y Rusia y los no permanentes Bélgica, Indonesia, Sudáfrica, Burkina Faso, Italia, Vietnam, Costa Rica, Libia, Croacia y Panamá, condenó por unanimidad el golpe de Estado.
La resolución fue leída por su presidente, el embajador de Bélgica, Jan Grauls, destacando en la base de su informe los emitidos por la Unión Africana y la Unión Europea. Antes de la votación el Consejo escuchó al embajador ante Naciones Unidas de Mauritania, Abderrahim Ould Hadrami, quien defendió el golpe como una «medida correctiva» que trataba de abordar el delicado futuro del país y evitar la pobreza, la corrupción y el nepotismo. Insistió en una tesis ya defendida por la Junta militar según la cual el presidente había sido rehén de intereses y personas ajenos al deber de gobernar el país, pidiendo a la comunidad internacional comprensión y que ayudase a fortalecer el proceso democrático que no estaba en peligro. La resolución, además, instaba a la Unión Africana y a Naciones Unidas a realizar los esfuerzos necesarios para que el gobierno legítimo de Abdallahi regresara al poder.

### Organismos internacionales
Entre los organismos internacionales destacaron las condenas de las Naciones Unidas, cuyo Secretario General, Ban Ki-moon pidió la restauración inmediata del orden constitucional, y la Unión Africana que anunció el envío del Comisario de Paz y Seguridad a Nuakchot al tiempo que Bernard Membe, ministro de Asuntos Exteriores de Tanzania, en representación de la Unión, comunicó la «suspensión provisional» de Mauritania como miembro de la UA hasta el retorno de la legalidad, sobre la base de la expresa prohibición de cambios inconstitucionales de gobierno que previene la UA. La Unión asumió conversaciones directas con la junta militar, respaldadas, entre otros, por la Naciones Unidas.
También en el entorno de África y Oriente Medio, la Organización de la Conferencia Islámica se mostró consternada por el golpe, en palabras de su Secretario general, Ekmeleddin İhsanoğlu, pidiendo la liberación de los detenidos y el retorno al orden constitucional. y la Comunidad Económica de Estados de África Occidental condenó enérgicamente la acción militar, La Unión del Magreb Árabe manifestó la intención de que su Secretario General, Habib Ben Yahia, visitara Mauritania y la Liga Árabe, en palabras de su Secretario General, Amr Moussa, dijo que confiaba en una solución pacífica y respaldo los avances democráticos, al tiempo que enviaría una delegación encabezada por Ahmed Ben Hili. La Liga Árabe se reunió en El Cairo el 9 de septiembre y exigió la liberación de los detenidos.
En Europa y América, destacaron las condenas de las organizaciones como la Unión Europea, la OTAN y el Grupo de Río.
La Comisión Europea, a través del Comisario Europeo de Desarrollo y Ayuda Humanitaria, Louis Michel, condenó el golpe de Estado y amenazó con suspender la ayuda financiera. Señaló que se podían replantear los proyectos de cooperación recién firmados y que ascendían a 156 millones de dólares. Javier Solana, Alto Representante de la Unión para la Política Exterior y Seguridad Común, pidió restablecer la legalidad, lo que reiteró el día 21 de agosto tras saberse que la Junta Militar había vuelto a detener al primer ministro, acusando de «ilegítimas» todas las decisiones del Alto Consejo de Estado. El Presidente del Parlamento Europeo, Hans-Gert Pöttering, indicó que «este derrocamiento violento del régimen es inaceptable e ignora por completo la elección ejercida por el pueblo de Mauritania en favor de un gobierno legitimado democráticamente». Después, el parlamento en sesión plenaria, demandó el retorno al orden constitucional, la liberación del Presidente y el primer ministro, dando su apoyo a la Unión Africana. Aún más enérgica fue la reacción de la Presidencia francesa en nombre de la Unión, que adviritió a la junta militar que corría «peligro serio» de aislamiento internacional a largo plazo, considerando ilegítimas las decisiones tomadas desde el golpe, reiterando tras la reunión de Adís Abeba que urgía a los militares a cooperar con los organismos internacionales en la búsqueda de soluciones. El 18 de septiembre los embajadores de los 27 países de la Unión, hicieron llegar a la Junta militar un comunicado para establecer si se habían violado los acuerdos de Cotonú que implican la no colaboración con los países que alteran por la fuerza el orden constitucional
Por su parte, la Organización del Tratado del Atlántico Norte indicó su preocupación y que consideraban las pasadas elecciones presidenciales de 2007 de libres y justas, condenando el secuestro del poder por la fuerza. El Grupo de Río señaló, desde México, su petición de libertad para los detenidos y el retorno al orden constitucional.
Por último, la Organización Internacional de la Francofonía rechazó el golpe y exigió que se restableciera la legalidad para, poco después, bajo la presidencia de Abdou Diouf y en reunión extraordinaria, suspender a Mauritania como miembro de la misma de conformidad con la Declaración de Bamako.

#### Condena conjunta de Unión Africana, ONU y Liga Árabe en Adís Abeba
El 4 de septiembre, convocados por la Unión Africana, se reunieron representantes de alto nivel de esta organización, Naciones Unidas y la Liga Árabe, al único efecto de tratar la situación en Mauritania. Al término de la reunión, presidida por Jean Ping, emitieron un comunicado conjunto de condena. Exigieron el regreso al orden constitucional surgido de las elecciones legislativas de 2006 y las presidenciales de 2007, la liberación de los detenidos y condenaron todas las decisiones tomadas por la Junta militar al considerarlas ilegales.

### Estados de América
Argentina, Chile, Canadá y Estados Unidos manifestaron su condena, pidieron el restablecimiento de la legalidad y la libertad de los detenidos. Estados Unidos no reconoció al nuevo gobierno.
Estados Unidos, desde el Departamento de Estado y a través de su portavoz, Gonzalo Gallegos, manifestó que el depuesto Presidente había sido democráticamente elegido y condenó enérgicamente la asonada, pidiendo al ejército mauritano la libertad de todos los detenidos y la restauración del gobierno constitucional. Poco después, Condoleezza Rice se expresó en los mismos términos y anunció que uniría sus esfuerzos con la Unión Africana y la Unión Europea. El 2 de septiembre, Estados Unidos comunicó oficialmente que no reconocía al nuevo gobierno y estudiaba sanciones a sus miembros y al día siguiente suspendió su ayuda militar.
Las cancillerías de Argentina, Canadá y Chile emitieron comunicados de condena y pidieron la liberación de los detenidos, reclamando el restablecimiento del Estado de Derecho de forma inmediata.

### Estados de África y Oriente Medio
Las más enérgicas declaraciones provinieron de Argelia y Nigeria, que no solo condenaron de forma enérgica la acción militar, sino que manifestaron que no reconocerían a las nuevas autoridades. Cabo Verde, Egipto, Malí y Sudáfrica condenaron también el golpe y pidieron el restablecimiento de la legalidad. Cabo Verde, tras llegar un emisario del Alto Consejo de Estado a reunirse con el presidente Pedro Pires, señaló su vinculación a la resolución de la Unión Africana. En los mismos términos se manifestaron Egipto y Mali, recordando el presidente de este último país, Amadou Toumani Touré, los principios de no reconocimiento de las autoridades que tomen el poder por la fuerza. El Presidente de Sudáfrica, Thabo Mbeki, recordó que era inconstitucional la transferencia de poderes en Mauritania.
Argelia exigió el regreso al orden constitucional y recordó el acta constitutiva de la Unión Africana que no reconoce a las autoridades que tomen el poder violando las normas constitucionales. El comunicado coincidió con la visita de un emisario del Presidente del Alto Consejo de Estado y del ministro en funciones, Abdallhi Hassen Ben Hmeida, que iban a ser recibidos por Abdelaziz Buteflika, quien delegó al final el encuentro al ministro delegado de Asuntos Magrebíes. El ministro de Asuntos Exteriores, Mourad Medelci, insistió en que no reconocerían al nuevo gobierno y que reclamaban la restauración de la situación previa al golpe. Dos días después, el ministro de Estado argelino, Abdelaziz Belkhadem, recibió a un representante de las fuerzas de la oposición mauritana que agradeció la posición de Argelia.
El Presidente de Nigeria, Umaru Yar'Adua, afirmó que no reconocería a las nuevas autoridades de la Junta militar, para añadir días después que el esfuerzo por la democracia había costado mucho como para dar un paso atrás.
Desde el Departamento para el Magreb, Israel, que solo es reconocida por tres países árabes, entre ellos Mauritania (los otros son Egipto y Jordania), apoyó el proceso democrático mauritano y se vio con preocupación la situación creada. Por su parte, el vice primer ministro y ministro de Asuntos Exteriores de Kuwait, Sheikh Mohammad Sabah al-Salem al-Sabah declaró que era lamentable el uso de la fuerza para resolver los conflictos políticos y esperaba la normalización democrática del país.
Marruecos mantuvo una posición ambigua. Oficialmente el gobierno no se manifestó sobre el golpe, y el jefe del servicio secreto marroquí, Yassine Mansouri, acudió en representación del Rey Mohamed VI a ver al Presidente del Alto Consejo de Estado para solicitarle únicamente la liberación de los detenidos. No obstante, Le Matin du Sahara et du Maghreb, próximo al monarca alahuita, en un editorial calificó de «patriotas comprometidos con la unidad nacional» y «víctimas de la ingratitud» a los sublevados e indicó que el presidente depuesto «pagaría por su ceguera».
Por su parte, el presidente de Senegal, Abdoulaye Wade, que habló con el líder golpista a petición de este el mismo 6 de agosto, manifestó su comprensión con el golpe un mes más tarde, durante una visita a Francia, señalando que el cambio de gobierno estaba consumado, que había que apoyar a la junta militar en el proceso democratizador y que Abdallahi había fracasado al cesar a los mandos militares, debiendo pagar su error.

### República Popular de China
La República Popular de China, que tenía buenas relaciones con Mauritania durante más de 40 años, mantuvo silencio durante los días y meses siguientes al golpe de Estado, hasta que el 7 de enero de 2009, su embajador en el país anunció que estrecharían lazos con el nuevo gobierno para mejorar y ampliar las relaciones entre ambos países durante ese año.

### Estados de Europa
Los países europeos siguieron la línea marcada por la Unión, reclamando el retorno a la constitucionalidad, la condena al golpe, la petición de inmediata liberación de los detenidos y la amenaza de sanciones.
El Ministerio de Asuntos Exteriores de Francia, país que ejercía la Presidencia del Consejo de la Unión en ese semestre, declaró el apoyo a la democracia mauritana casi inmediatamente después del golpe y señaló las consecuencias que podría tener, en forma de sanciones, el empecinamiento de los militares. Tras la segunda detención del primer ministro, se exigió, por «inaceptable», la «liberación incondicional e inmediata». El 27 de agosto, Nicolas Sarkozy, señaló que aspiraba a dar protagonismo a los países africanos en la defensa de la legalidad y la democracia, defendiendo las gestiones de la Unión Africana y el 1 de septiembre las autoridades calificaron de «ilegítimo» al nuevo gobierno.
El Gobierno de España, mostró su condena al golpe y pidió la inmediata liberación de los detenidos. La vicepresidenta del Gobierno, María Teresa Fernández de la Vega, declaró que condenaba «con toda rotundidad» la acción militar. El ministro de Estado del Foreign Office (Reino Unido), Kim Howells, declaró que seguían con atención los acontecimientos, condenando cualquier intento de toma del poder por la fuerza y pidió el respeto a la ley y los derechos humanos, al tiempo que advirtió a sus compatriotas en territorio mauritano para que tomasen medidas de precaución. Finalmente, un portavoz del Ministerio de Asuntos Exteriores de Rusia condenó el golpe, consideró inadmisible la toma del poder por los militares y destacó el proceso democratizador que se había llevado a término en Mauritania.

### Otras organizaciones
La Federación Internacional por los Derechos Humanos (FIDH), que se entrevistó con el líder de la Junta militar, condenó el golpe y pidió la inmediata liberación de los detenidos, señalando su preocupación por las libertades civiles. El comunicado fue firmado por el presidente de la Federación, Souhayr Belhassen. Por otro lado, la Confederación Sindical Internacional expresó su preocupación por la violencia ejercida contra los sindicalistas mauritanos el 19 de agosto y denunció la represión, al tiempo que pidió el retorno a la legalidad. La Reunión Africana de Defensa de Derechos Humanos (RADHD), a través de su Presidente, Aliun Tin, tras entrevistarse con el líder de la Junta militar, pidió salvar la democracia y exigió soluciones a las partes para no dar marcha atrás en el proceso democrático.

### Misiones diplomáticas

#### Misiones diplomáticas ante el Alto Consejo de Estado
El día 9 de agosto, el líder del golpe de Estado, Mohamed Uld Abdelaziz, se reunió sucesivamente con el enviado de la Liga Árabe, el enviado especial de Naciones Unidas y los embajadores de varios países europeos y Estados Unidos.
El secretario general adjunto de la Liga, Ahmed Ben Hili, le entregó una carta del Secretario General de la Liga, al tiempo que manifestó que se le habían dado garantías sobre los detenidos, que le comunicaron que las instituciones democráticas se preservarían y que a su parecer veía que la Junta estaba preocupada por los intereses del país, declaraciones fuertemente criticadas por los partidos leales al Presidente. A su llegada a El Cairo, el 13 de agosto, reiteró que «no hay golpe militar en Mauritania y la vida se desarrolla con normalidad» y que la experiencia democrática no se veía amenazada.
Después fue recibido el representante especial de Naciones Unidas en África occidental, Said Djinnit, que tras la reunión declaró:

Naciones Unidas se une a todas las instituciones que llaman al regreso al orden constitucional. La cuestión que se plantea en el orden del día son las condiciones en las que este regreso [al orden constitucional] se efectúe lo más rápidamente posible.

A última hora del día 9, Abdelaziz se reunió con los embajadores en Mauritania de Alemania, España, Estados Unidos y Francia, acompañados de una representante del Programa de Naciones Unidas para el Desarrollo y el encargado de negocios de la Unión Europea. En su encuentro los diplomáticos solicitaron la liberación inmediata de los detenidos y el regreso al orden constitucional que surgió de las elecciones presidenciales de 2007. También pidieron, sin éxito, poder visitar al detenido Presidente Abdalahi.
El 10 y 11 de agosto, el presidente del Alto Consejo de Estado recibió a los embajadores de Túnez, Argelia, Senegal y Marruecos, así como a miembros de las legaciones diplomáticas de Sudán, China, Catar y de los Emiratos Árabes Unidos, sin que trascendiera el contenido de las entrevistas.
Tras el nombramiento del primer ministro, el 15 de agosto un miembro de la diplomacia estadounidense se entrevistó con el líder de la Junta y le manifestó que Estados Unidos seguía pidiendo el restablecimiento del orden constitucional, rechazaban el acto que, por la fuerza, alteró el orden jurídico democrático en el país y coordinarían sus esfuerzos con la Unión Europea y Francia.
El 18 de agosto se entrevistó con el presidente del Alto Consejo de Estado y con dirigentes políticos y sociales un emisario de la Organización Internacional de la Francofonía, quien manifestó su rechazo al golpe y el deseo de la organización de que se retornase a la legalidad constitucional. Destacó el papel que la institución había jugado en los últimos años «en la normalización de la vida política en Mauritania, normalización que había conducido a las últimas elecciones de marzo de 2007».
El 26 de agosto, el representante especial de Naciones Unidas en África occidental, Said Djinnit, se reunió de nuevo con el presidente del Alto Consejo de Estado -ya lo había hecho el 9 de agosto-. Después de declarar en Togo horas antes de llegar a Mauritania que el golpe de Estado era una «regresión democrática», a la salida de la reunión con el líder militar indicó que le había traslado la posición conocida de Naciones Unidas sobre el retorno al orden constitucional y la liberación del presidente, y le puso en conocimiento la resolución del Consejo de Seguridad. También se entrevistó con el presidente depuesto, diversos partidos políticos, miembros del Parlamento, Presidente de la Asamblea Nacional, Presidente del Senado, sindicatos y organizaciones sociales de distinto tipo a fin de evaluar la situación, transmitiendo a todos ellos la posición de Naciones Unidas.
El 11 de septiembre, el ministro director del Gabinete del Presidente de Túnez, acudió a Nuakchot para entregar al Alto Consejo de Estado un mensaje del Presidente Zine El Abidine Ben Ali, sin que trascendiera su contenido, y al día siguiente lo hizo el embajador francés, Michel Vandepoorter, quien traslado a Abdelaziz las últimas reacciones de condena de la Presidencia francesa de la Unión Europea.
La Asociación de Estados de África, del Caribe y del Pacífico envió una delegación a Mauritania el 8 de octubre como observadora de la crisis, y manifestó su deseo de hablar con las partes y favorecer una solución pacífica a la situación.
En un nuevo intento de mediación, Catar envió el 28 de octubre a una ONG vinculada a la esposa del emir, Mozah bin Naser Al Misnad, la Fundación Árabe para la Democracia. El jefe de la delegación catarí afirmó, tras reunirse con el líder de la Junta militar, políticos y asociaciones civiles, que habían «expresado nuestra voluntad de aproximar los puntos de vista y superar esta situación con un acuerdo entre los diferentes componentes del espectro político mauritano. Nos esforzaremos con la mayor energía para coronar nuestros esfuerzos con un diálogo inter-mauritano».

#### Reuniones con la Unión Africana y posición de la misma tras la condena del Consejo de Seguridad

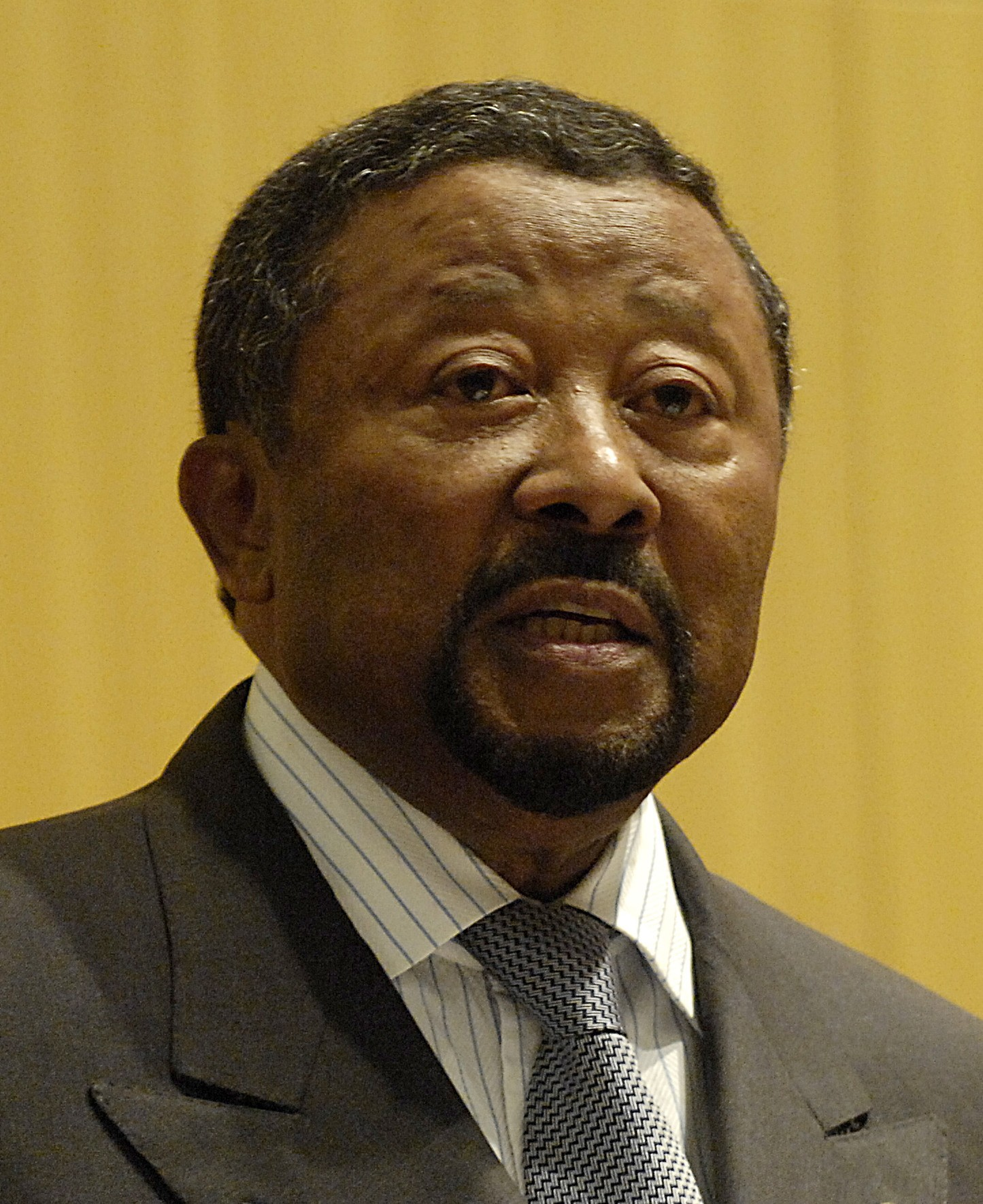
El Presidente de la Comisión de la Unión Africana, Jean Ping.

El Presidente de la Comisión de la Unión Africana, Jean Ping, acompañado del comisario de la organización para la Paz y la Seguridad, Ramtane Lamamra, llegó el 24 de agosto a Mauritania. Poco antes, la Unión emitió un nuevo comunicado en el que reclamaba «el restablecimiento del orden constitucional y de las instituciones que han sido elegidos democráticamente por el pueblo de Mauritania».
Al día siguiente, Jean Ping se mostró optimista tras entrevistarse con el presidente del Alto Consejo de Estado. Indicó que habían estado reunidos con Abdelaziz durante horas y habían recibido un trato cordial, considerando que las conversaciones continuarían. Señaló que le habían transmitido a Abdelaziz que la Unión Africana no estaba allí «para hablar de un período de transición, estamos aquí para que la situación vuelva a la normalidad. Sabemos que simplemente tenemos que restaurar el orden constitucional. Que éstos son los principios básicos» y que buscaban soluciones, no amenazas, insistiendo en que estaban «en el proceso para ver si hay solución para poner fin a la crisis» para lo que también celebraría conversaciones con otros actores políticos mauritanos. Según informó el 27 de agosto el diario argelino, El Moudjahid, Jean Ping pudo entrevistarse con el presidente Abdallahi detenido en el Palacio de Congresos de la capital.
Tras el regreso de la delegación a Addis Abeba, la Unión afirmó tomar nota del compromiso del Presidente del Alto Consejo de Estado en liberar al Presidente Abdallahi, mostrándose dispuesta a «seguir las conversaciones para buscar una solución a la crisis que debe ser respetuosa con la Constitución de Mauritania», recomendando a las autoridades mauritanas abstenerse de cualquier decisión que pudiera afectar a las negociaciones. Además, aceptó la misión encomendada por Naciones Unidas y otros organismos internacionales para ser el interlocutor de la comunidad internacional en el conflicto.
El 14 de septiembre la Unión Africana se reunió con la Unión Europea (Comisión y Ministerio de Asuntos Exteriores de Francia) y la Organización Internacional de la Francofonía, para coordinar sus esfuerzos a raíz de la reunión de Adís Abeba y dispusieron un conjunto de medidas para la vuelta a la normalidad en Mauritania (ya conocidas por las múltiples declaraciones efectuadas) y que la UA trasladaría a todas las partes en el país. En una nueva reunión con la Unión Europea, Bernard Membe, ministro tanzano y presidente de turno de la Unión Africana, pidió mantener la presión sobre Mauritania. Al día siguiente, Ramtane Lamamra, Comisario de Paz y Seguridad de la UA, se reunió con el líder golpista y le propuso la aceptación de un «arbitraje constitucional» por parte del organismo internacional, con pleno respeto a la legalidad, y respaldado por la toda comunidad internacional, para salir de la crisis. Coincidiendo con la visita, el Frente Nacional para la Defensa de la Democracia emitió un comunicado en el que saludaba las gestiones de la Unión Africana.

##### Ultimátum y declaración de nulidad de los acuerdos de la Junta por la Unión Africana
Tras consultas con la Unión Europea y la Comisión Internacional de la Francofonía, y en el marco de la 63.ª Asamblea General de Naciones Unidas que se inició el 23 de septiembre, el Comité de Paz y Seguridad de la Unión Africana reunido en Nueva York, además de reiterar sus anteriores acuerdos, exigió la liberación incondicional del presidente Abdallahi integrado en todas sus funciones en un plazo que expiraba el 6 de octubre y declaró nulas todas las decisiones legislativas, constitucionales e institucionales tomadas desde la acción militar, demandando a la comunidad internacional para que considerase también ilegítimas todas las medidas adoptadas por la Junta militar.
Contra el ultimátum se opusieron 53 parlamentarios que apoyaron el golpe argumentando que la Unión Africana desconocía la realidad del país y que la mayoría de la población defendía a los militares. También el líder de la Junta, Uld Abdelaziz, rechazó el ultimátum afirmado que «la posición de la Unión Africana no es ni constructiva ni positiva. No sirve a los intereses de la mayoría del pueblo mauritano» y negó la posibilidad de un retorno al orden constitucional anterior al golpe de Estado.
En este contexto, el emir de Catar, Cheikh Hamad Ben Khalifa Al Thani, envió al líder de la Junta en la tercera semana de septiembre, un mensaje en el que le invitaba a aceptar su mediación para solventar la crisis, en el marco de las propuestas de la Liga Árabe, la Unión Africana y la Unión Europea. Diplomáticos cataríes habían mantenido contactos con diferentes autoridades y organizaciones nacionales a lo largo del período del Ramadán.
Miembros del gobierno, encabezados por el ministro de Justicia, Amadou Tidjane Bal, acudieron como delegación oficial a Addis Abeba para entrevistarse con la Unión Africana el mismo 6 de octubre, continuando las conversaciones en días posteriores, sin que trascendiera el contenido de las conversaciones, aunque fuentes de la Unión aseguraron que se había informado a la delegación mauritana que la resolución era firme. Miembros de los partidos opuestos al golpe reiteraron que la Unión debía aplicar sanciones una vez transcurrido el plazo. En el mismo sentido de sancionar a la junta por no cumplir el mandato de la Unión se pronunció la Federación Internacional por los Derechos Humanos y su filial en el país.
No obstante, la delegación del del gobierno mauritano rechazó la propuesta de la Unión Africana el 8 de octubre, y Jean Ping, Presidente de la Comisión de la UA, recordó la obligatoriedad de cumplir los acuerdos de la reunión de Nueva York de 22 de septiembre y pidió a la Junta militar que reconsiderase su postura.
Tras negar Estados Unidos visados a los mandatarios mauritanos, la Unión Europea mantuvo un encuentro en Bruselas el 20 de octubre con el primer ministro del régimen militar, Mohamed Laghdaf. La UE apoyó las decisiones de la Unión Africana, pero las propuestas del primer ministro fueron calificadas por la Unión de «ilegítimas, sin perspectivas de restablecimiento del orden constitucional. Si de aquí a un mes no hay nuevos elementos, se propondrá la adopción de sanciones».
La Unión Africana, finalmente, y tras conocerse la convocatoria de elecciones presidenciales y parlamentarias por la Junta militar, desoyendo de manera reiterada los llamamientos internacionales, impuso el 6 de febrero de 2009, sanciones a la Junta militar, denegando visados a los miembros de la misma para viajar.

##### Misión internacional conjunta
Superado el plazo dado por la Unión Africana sin que se restableciera el orden constitucional, la organización, reunida en Etiopía junto con la Unión Europea, la ONU, la Liga Árabe y la Organización de la Conferencia Islámica, acordó el 21 de noviembre enviar una nueva misión diplomática para entrevistarse con la Junta militar y el presidente depuesto al objeto de obtener «una solución democrática y pacífica que sea aceptada por todos los mauritanos».
La misión estuvo en la capital mauritana los días 6 y 7 de diciembre, encabezada por Mohamed Saleh Annadif, y se entrevistó con el líder golpista y el presidente Abdallahi. Al término de la visita señalaron que existía "la esperanza de alcanzar una solución" y destacó la buena disposición de las partes.

#### Misiones diplomáticas del Alto Consejo de Estado en el exterior
El Alto Consejo de Estado envió al general Mohamed Cheikh Ould Mohamed Guizwani, número dos del Consejo, a realizar distintas visitas a países africanos para explicar las razones del golpe militar, el proyecto de futuro y tratar de levantar el bloqueo internacional y las condenas. A su regreso el 26 de agosto, el general consideró que había recibido un trato humillante en su periplo y que apenas le habían dedicado quince minutos en cada entrevista que había realizado. El mismo día se supo que las autoridades de Arabia Saudita habían rechazado la solicitud de entrada del general en el país.

##### Visitas realizadas
El 13 de agosto, el presidente del Alto Consejo de Estado envió a Ould Mohamed Guizwani a Argel, acompañado del ministro de Asuntos Exteriores en funciones, Abdallhi Hassen Ben Hmeida, con la intención de poner en conocimiento del Presidente de Argelia, Abdelaziz Buteflika, la nueva situación en Mauritania. Finalmente Buteflika delegó la reunión en su ministro para Asuntos Magrebíes, Abdelkader Messahel, quien se reunió con el emisario mauritano. Al término de la reunión, al tiempo que la Presidencia de Argelia condenaba el golpe y solicitaba el retorno al orden constitucional, el Ministerio de Asuntos Exteriores argelino señaló además:

[... hemos hecho saber] la necesidad de que los responsables de Nuakchott actúen para la preservación de las instituciones democráticas de las que el pueblo hermano mauritano se ha dotado soberanamente y se comprometan resueltamente en la búsqueda de soluciones a la crisis que afecta al país, privilegiando la vía del diálogo y la concertación. Esta vía es para Argelia la única para preservar la cohesión social y la unidad del país, garantes de la estabilidad, de la seguridad y de los intereses superiores de Mauritania.

El 16 de agosto el general Ould Mohamed Guizwani y el ministro de Asuntos Exteriores en funciones, Abdallhi Hassen Ben Hmeida, visitaron Libia y fueron recibidos por el presidente, Mouammar el Gadafi, sin que trascendiera más que habían entregado una carta de Presidente del Alto Consejo al líder libio. Dos días después se trasladó a Malí el coronel Ahmedou Bamba Ould Baya, en representación de la Junta, para entrevistarse con el presidente, Amadou Toumani Touré, sin que trascendiera el contenido de la visita, aunque la presidencia de Malí indicó que respetarían los principios de la Unión Africana. El mismo día, otro emisario del Alto Consejo de Estado se entrevistó con el ministro de Exteriores de Yemen, Abu Bakr al-Qirbi, quien manifestó su preocupación por la situación mauritana y la importancia de mantener el proceso democrático y restablecer las instituciones constitucionales del país.
El 28 de agosto el empresario y dueño del Banco General de Mauritania, Mohamed Ould Bouamatou, se reunió con el secretario general del Palacio del Elíseo en nombre del Presidente del Alto Consejo de Estado para tratar la situación en el país.
El 9 de septiembre, el ministro de Asuntos Exteriores del nuevo gabinete, Mohamed Mahmoud Ould Mohamedou, se entrevistó en El Cairo con el Secretario General de la Liga Árabe, Amr Moussa, al tiempo que aprovechó para trasladar a los ministros de Exteriores de la Liga presentes en una reunión de trabajo en la capital egipcia su visión del golpe de Estado y la necesidad del mismo. La Liga, al término de la reunión, pidió el restablecimiento de la legalidad y la liberación de los detenidos. Una semana más tarde fue recibido en Casablanca por el rey de Marruecos, Mohamed VI y el ministro de Asuntos Exteriores, Taib Fassi Fihri, quienes manifestaron el deseo de que la hoja de ruta que la Asamblea Nacional mauritana había aprobado el día anterior sirviera para superar la crisis, y posteriormente el ministro mauritano hizo llegar una carta del líder militar al gobierno de Catar.
El 8 de octubre, el ministro de Asuntos Exteriores de la Junta se reunió con el presidente de Burkina Faso, Blaise Compaore, a quien transmitió que Mauritania regresaría a la democracia después de «redirigir el proceso».

### Sanciones económicas

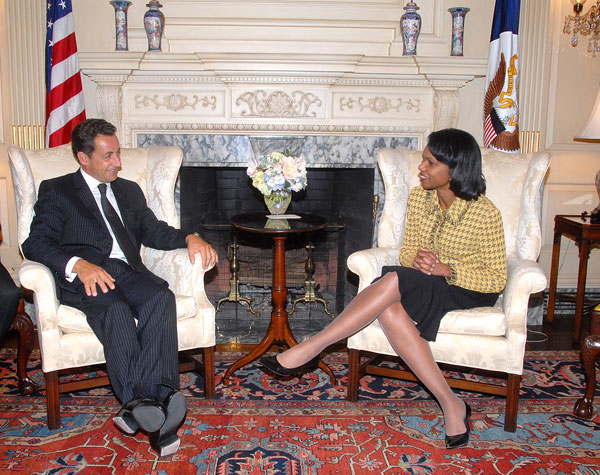
Estados Unidos y Francia establecieron sanciones económicas en los primeros días después del golpe. En la imagen el presidente de Francia, Nicolás Sarkozy, y Condoleezza Rice, secretaría del Departamento de Estado de los Estados Unidos.

Distintos gobiernos e instituciones internacionales impusieron sanciones económicas tras el golpe de Estado. En concreto Estados Unidos y Francia paralizaron los proyectos de cooperación aunque mantuvieron la ayuda humanitaria. Por su parte, el Banco Mundial suspendió las ayudas financieras inmediatas.
No obstante, el 25 de agosto, cuando Estados Unidos y Francia amenazaron con imponer más restricciones de las establecidas el 7 y 11 de agosto, la oposición mauritana a la Junta militar manifestó que no compartía las sanciones económicas por suponer un agravamiento de la situación del país. En un comunicado del Frente Nacional de Defensa de la Democracia se señalaba:

En nuestra lucha pacífica, tenemos el apoyo de toda la comunidad internacional, porque nuestra causa es justa, pero estamos a favor de una solución [interna] mauritania que obviamente se basa en el retorno al orden constitucional, [... y] las sanciones, cualquiera sea su naturaleza, tendrían un impacto negativo en las condiciones de vida de la población.

Horas después el Frente Nacional matizó sus declaraciones en el sentido de que estaban en contra de aquellas sanciones que pudieran repercutir negativamente en la vida de los mauritanos, acusando a la Junta militar y a quienes les apoyan de ser responsables de cualquier menoscabo del nivel de vida de la ciudadanía.
A las sanciones se opuso el presidente de Senegal, Abdoulaye Wade, que el 10 de septiembre, además de justificar el golpe, señaló que las sanciones no servían para cambiar el rumbo de la situación.
El gobierno de Estados Unidos anunció el 7 de agosto la suspensión de la ayuda no humanitaria a Mauritania. El portavoz del Departamento de Estado, Ignacio Gallegos, renovó la condena al golpe e indicó que «actualmente toda la asistencia no humanitaria extranjera está suspendida y bajo revisión». El importe suspendido alcanzaba la cifra de 20 millones de dólares. El 28 de agosto el embajador estadounidense en el país, Marc Boulware, anunció que su país podría imponer «sanciones selectivas» sobre los miembros de la Junta y los militares que apoyasen el golpe, unas horas después de que la Presidencia francesa se manifestase en el mismo sentido. Las sanciones alcanzarían al movimiento de personas y capitales. El 3 de septiembre, el Departamento de Estado comunicó la suspensión de la ayuda militar y de seguridad.
El 11 de agosto, la Presidencia de la República francesa emitió un comunicado en el que informaba que se suspendían indefinidamente los proyectos de cooperación pública al desarrollo en Mauritania, excepto los programas de ayuda humanitaria y alimentos, al tiempo que se instaba de nuevo a la liberación del Presidente y el restablecimiento del orden constitucional. La suspensión sucedía un día después de que el embajador francés, junto a otros embajadores, se reuniera con el líder del golpe. Diecisiete días después, desde el Palacio del Elíseo, la Presidencia comunicaba que estudiaría «sanciones individuales contra los principales responsables de la Junta» una vez constatado que las llamadas y requerimientos internacionales no habían repuesto el orden legítimo ni liberado al Presidente.
El 4 de septiembre la Comisaría Europea de Asuntos Exteriores, Benita Ferrero-Waldner, anunció que la Comisión había iniciado formalmente el proceso para suspender las ayudas no humanitarias a Mauritania mediante consultas formales al país para evaluar el cumplimiento de los acuerdos. De forma cautelar, el 15 de septiembre la Unión suspendió el pago que percibía Mauritania por el acuerdo pesquero con la Unión, pero lo desbloqueó el 29 de septiembre, al considerar que las sanciones sobre la pesca perjudicaban al conjunto del país.
El 19 de agosto el Banco Mundial suspendió provisionalmente sus ayudas destinadas al desarrollo en el país como medida contra el golpe de Estado y hasta que no se restaurase la legalidad. La entidad mantenía unos 366 millones de dólares para diferentes acciones en Mauritania y una suma adicional de 37 millones para financiar la inversión en un gasoducto durante los próximos tres años. Tres días después suspendió una cuantía directa de 175 millones de dólares que afectaba a 17 proyectos de desarrollo rural, salud, educación e infraestructuras, mientras un portavoz afirmó que evaluaba la situación junto a Naciones Unidas.

#### Consecuencias
La Oficina de Coordinación de Asuntos Humanitarios de Naciones Unidas valoró el 19 de septiembre que las sanciones hasta entonces adoptadas podrían dar lugar, a medio y largo plazo, a dificultades más graves y una mayor vulnerabilidad de Mauritania ante las crisis humanitarias. En las zonas de cultivo la situación, tras las lluvias torrenciales, era inestable y la situación alimentaria frágil. Se señalaba igualmente que los funcionarios gubernamentales no valoraban como motivo de alarma la situación, indicando que podían mejorar la gestión de sus recursos sin necesidad de ayuda alguna, mientras que dirigentes del gobierno derrocado mostraban temor ante una situación que podía volverse caótica.

### Otras sanciones
El gobierno de Estados Unidos aplicó por vez primera las restricciones a los movimientos de los involucrados en el golpe en octubre, al prohibir el acceso a su territorio de distintos miembros del Gobierno y del Alto Consejo de Estado. El embajador de Estados Unidos en el país, Marc Boulware, indicó que no era "más que un primer paso" en la sanciones previstas hasta el restablecimiento de la legalidad. En nota de prensa, agregó:

Estados Unidos apoya firmemente los esfuerzos de la Unión Africana (UA) y reitera su llamamiento a la liberación incondicional del presidente Abdalahi y al restablecimiento inmediato del orden constitucional en Mauritania. La población mauritana tiene el derecho de disfrutar de la democracia, por la cual ha trabajado duro, así como de la seguridad y el desarrollo, que no pueden obtenerse más que con la democracia.

La Unión Africana impuso el 6 de febrero de 2009 sanciones a los miembros de la Junta militar para forzar al restablecemiento del orden constitucional. Las sanciones incluían la prohibición de otorgar visados a los miembros de la Junta para viajar a cualquiera de los 53 Estados miembros y la congelación de sus cuentas personales en los demás países de la organización.
Por su parte, el grupo de cooperación 5+5, que engloba a Francia, Italia, Portugal, España y Malta por Europa, y a Argelia, Mauritania, Túnez, Marruecos y Libia por África, exluyó a Mauritania en los ejercicios militares defensivos llevados a cabo en octubre por fuerzas navales de los distintos países en el Mediterráneo frente a la costa argelina.